# プラハ動物園
プラハ動物園(Prague Zoological Garden、チェコ語:Zoologická zahrada hl. m. Prahy)は、チェコ共和国の首都プラハにある動物園である。「動物学の研究、野生の保護、公衆の教育」を目的に1931年にプラハ北部のトロヤにオープンした。2013年には、50ヘクタールの展示施設を含む58ヘクタールの敷地に132種類の絶滅危惧種を含む676種、約5000匹の動物を飼育していた。
2007年のフォーブストラベルガイドでは世界で7番目、トリップアドバイザーでは世界で5番目に素晴らしい動物園とされた。
長年、モウコノウマの保存に大きく貢献した。園長は、Miroslav Bobekである。

## 歴史
プラハの動物園のアイデアは、1881年にオーストリア皇太子ルドルフとステファニー・ド・ベルジックの結婚の際のCount Sweerts-Sporkによる新聞記事で初めて提案された。

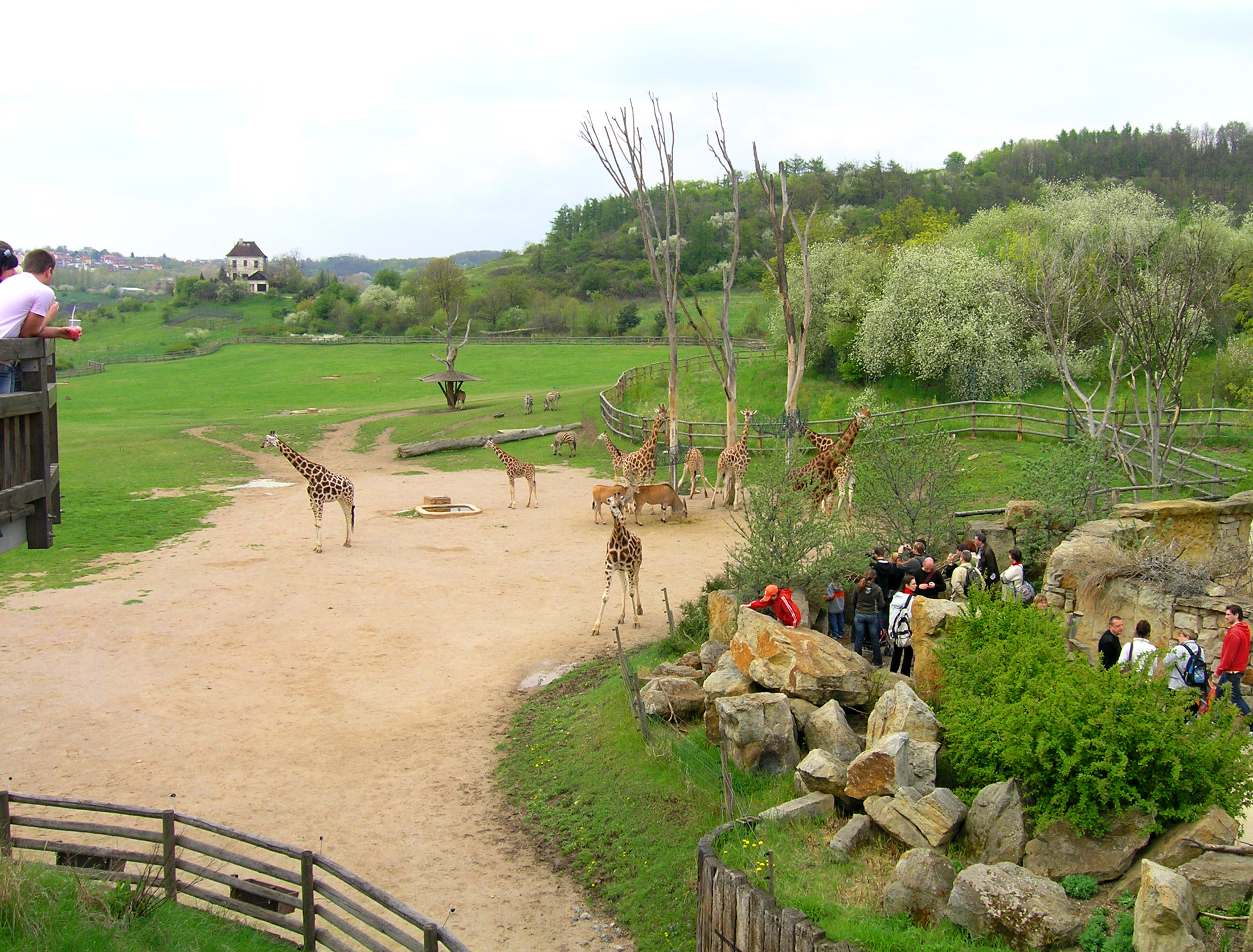
キリンの展示

1919年、チェコ教育省の数学・自然科学諮問委員会の会合で、動物園設立の準備作業を開始する委員会が設立された。1931年9月28日に一般向けにオープンした。
1938年、人工飼育のコンドルを世界で初めて孵化、飼育し、1942年には、世界で初めての人工飼育ホッキョクグマでメスのイルンがこれに続いた。1959年、Zdeněk Veselovskýが園長に指名された。彼の下で、飼育や研究の分野で、世界的な成功を収めた。
1971年、ゾウ、カバ、サイ等の大型動物の新しい施設がオープンし、1991年には大型ネコの施設がオープンした。
2001年には、世界で初めてモウコノウマの人工飼育が行われた。
2002年、プラハの町は歴史上最悪の洪水に見舞われた。動物園の大部分も水に沈み、134匹の動物が死亡した。良く知られているのは、アシカのガストンの話である。ヴルタヴァ川とエルベ川がドイツに流入すると、ガストンは疲れ果てて死亡した。しかし、寄付が多く集まったおかげで、プラハ動物園は次の10年で大いに繁栄した
。

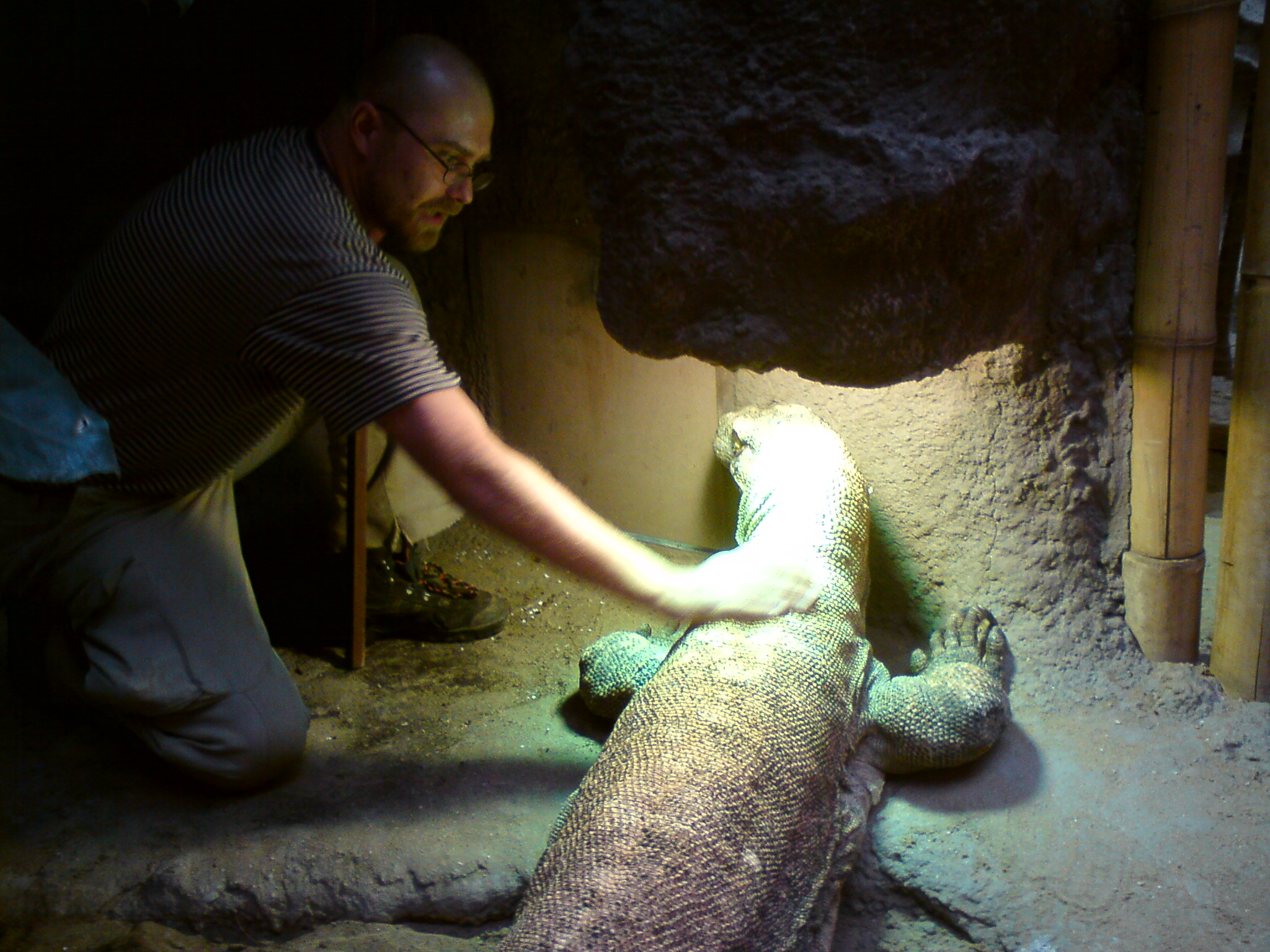
コモドドラゴンと飼育員

2004年、「インドネシアジャングル」と名付けられた国内で最大の動物飼育施設がオープンし、チェコで初めてニシローランドゴリラが生まれ、モジャと名付けられた。2007年にはコモドドラゴンの飼育が開始された。2009年、ミナミアフリカオットセイの展示が始まり、プールと客席も拡張された。翌年には、ヨーロッパで初めてテキサスゴファーガメの飼育が始まった。
2011年、The Revealedで有名なニシローランドゴリラのモジャは、スペインのw:Cabarceno Natural Parkに移籍した。4匹のモウコノウマが野生馬の再導入と現地保存プロジェクトの一環として、モンゴルに送られて野生に放たれた。
2012年、211種1557匹と、最も多くの子供が生まれた年となった。その中には、世界で初めて繁殖に成功したカンムリガメやGarrulax castanotis、またこの動物園で初めて繁殖したレッサーパンダ等もいた。2013年、新しい大きなエレファントバレーが完成し、この動物園で初めてゾウが生まれ、シタと名付けられた。同年6月、2度目の洪水に襲われたが、ほとんどの動物は避難が間に合った。
2014年、3匹の成体を含む33匹ののチュウゴクオオサンショウウオの展示施設がオープンした。このようなサンショウウオを集めた施設としては、ヨーロッパで最も大きいものである。
13年間の努力の末、レッサーアンティルイグアナのつがいの繁殖に成功した世界で3つ目の動物園となった。プラハ動物園 毎日午前9:00時から午後6:00時まで営業している。

## ギャラリー

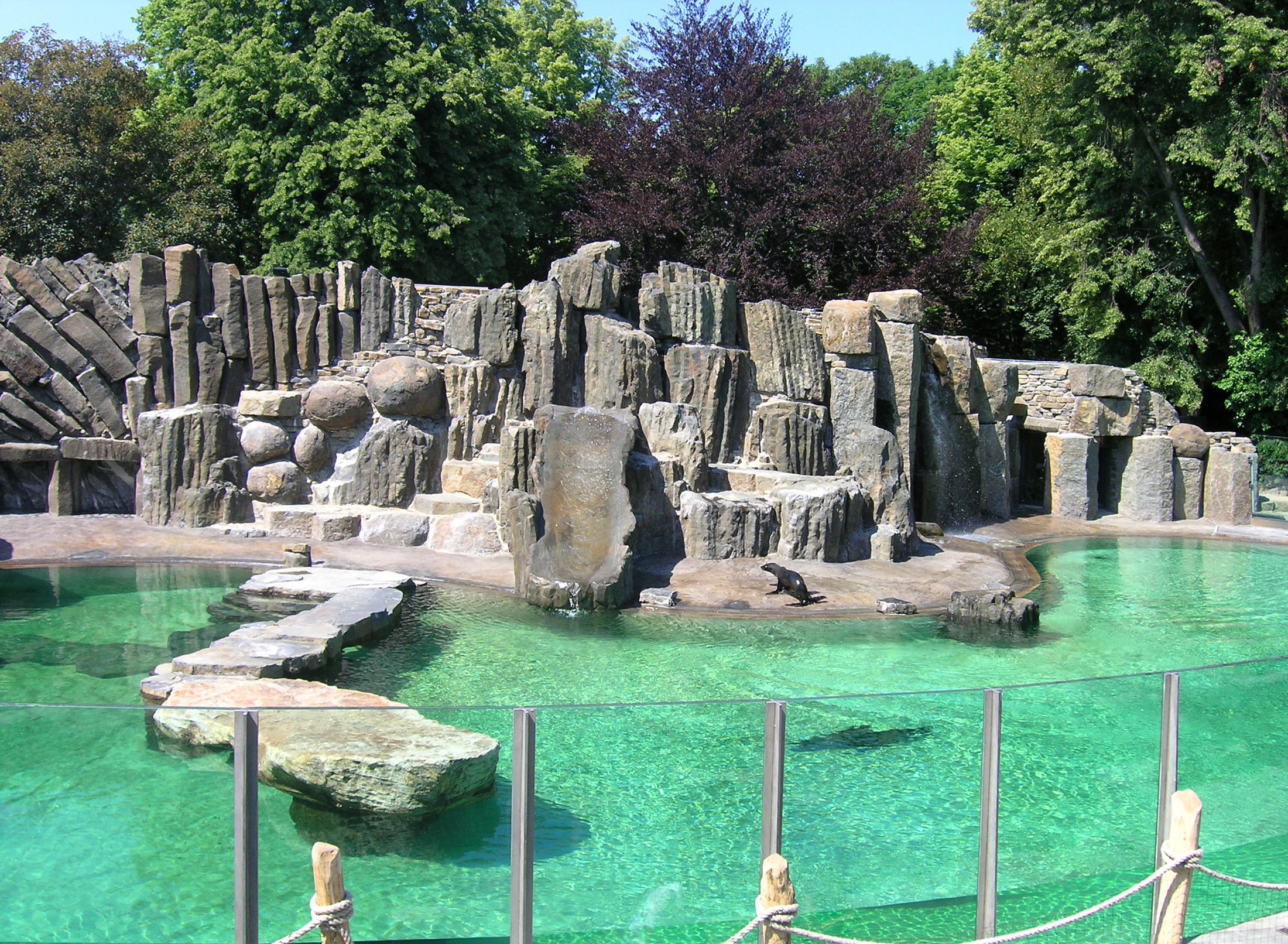
ミナミアフリカオットセイ
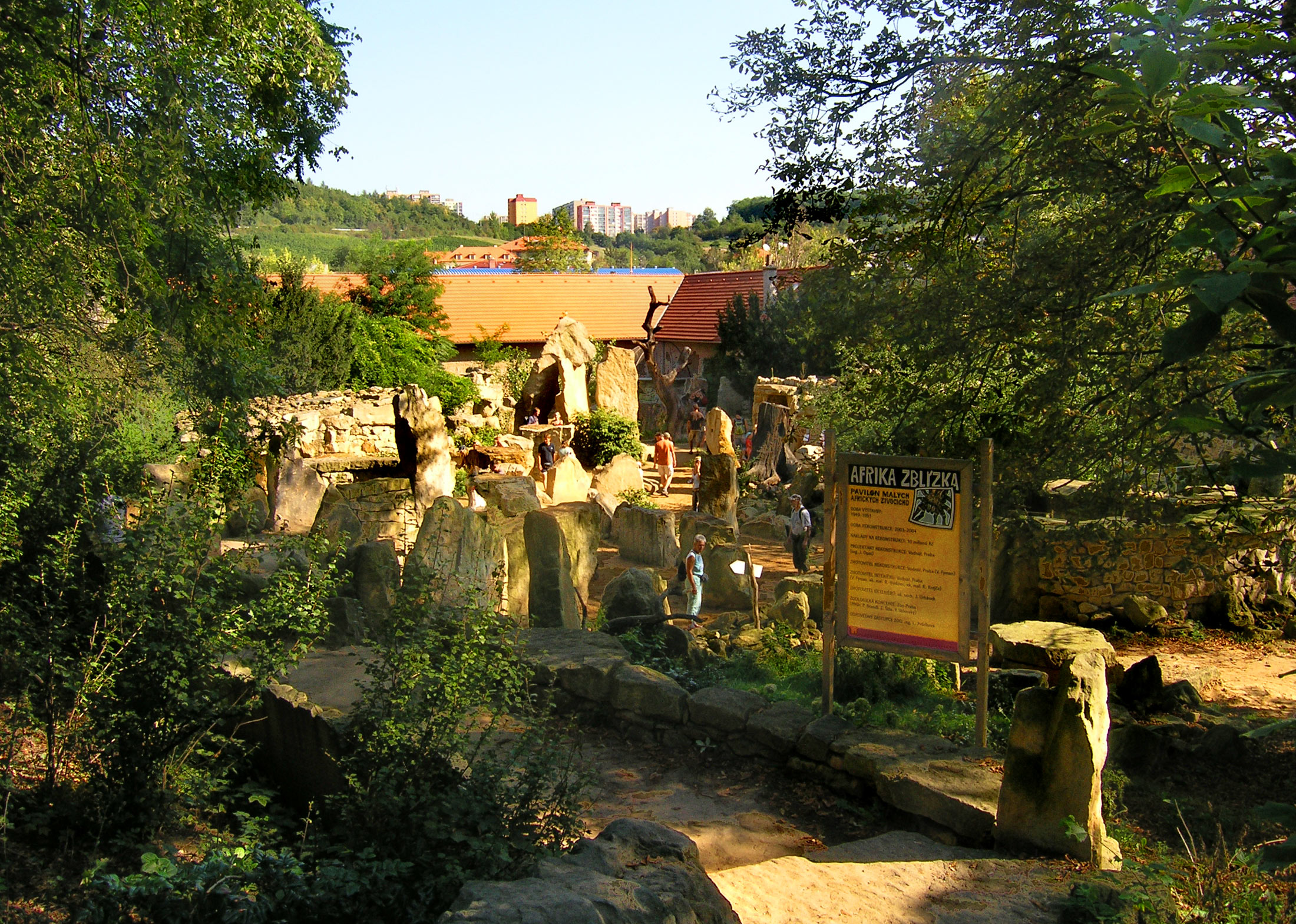
アフリカ園
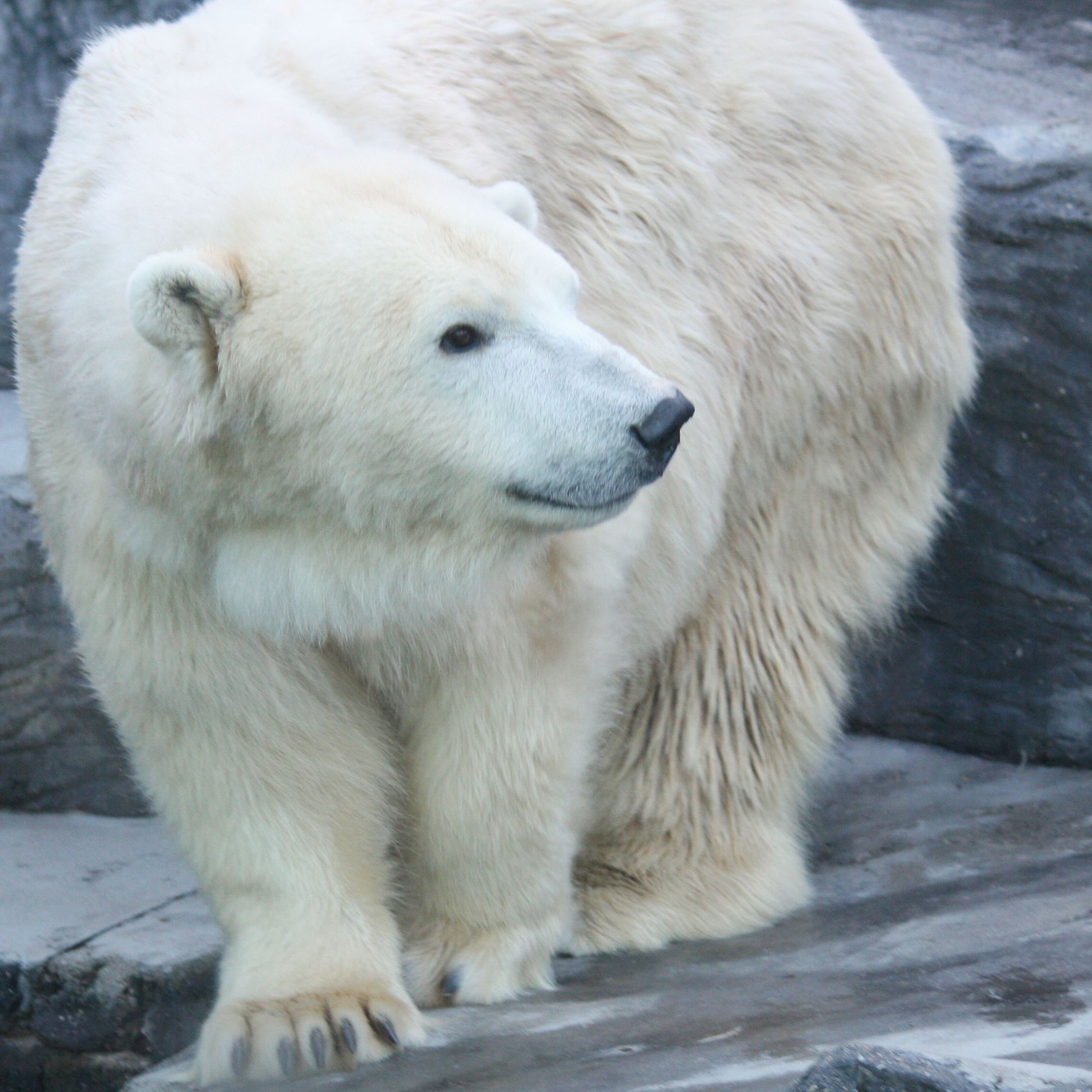
ホッキョクグマ
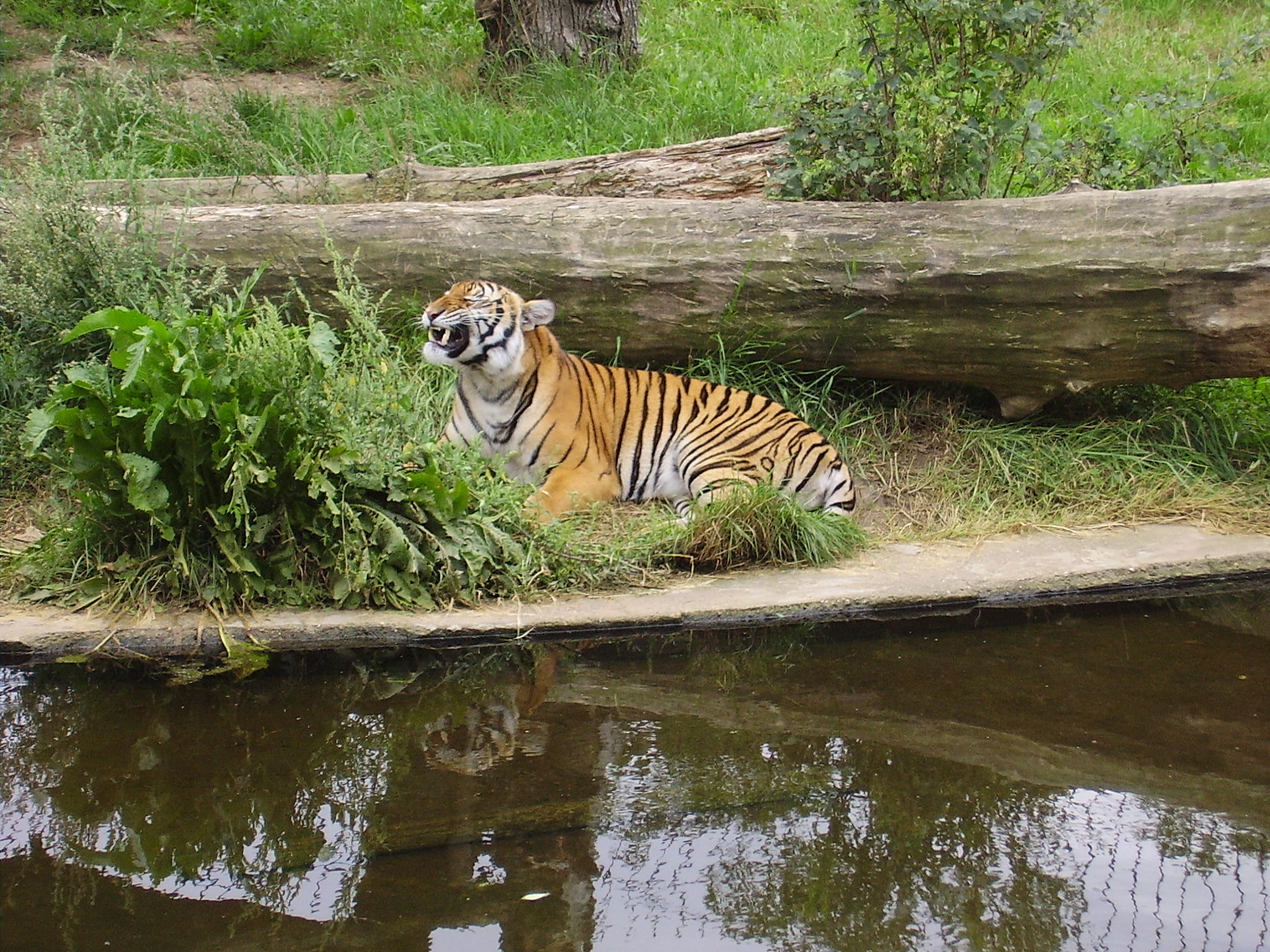
スマトラトラ
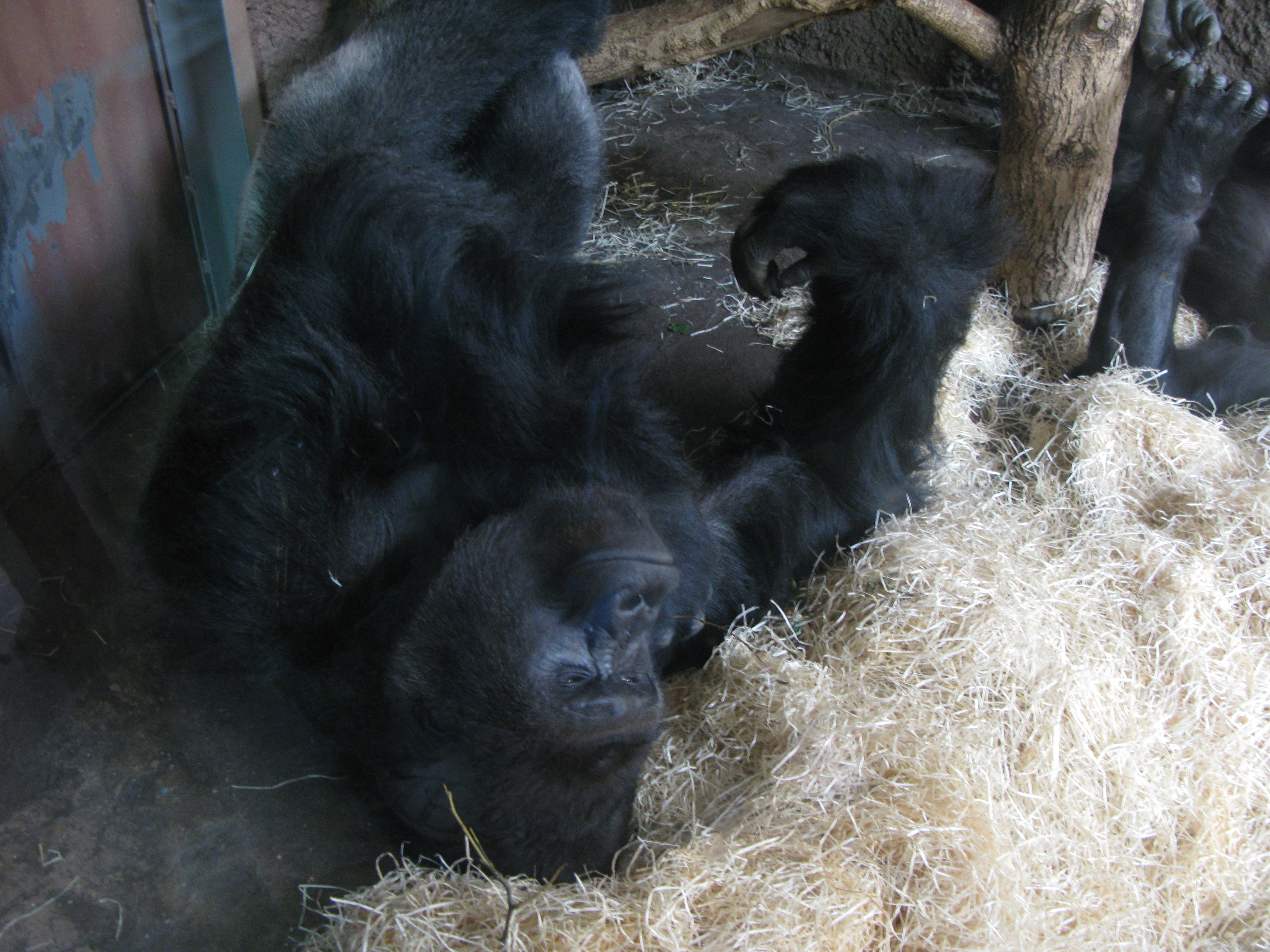
ニシローランドゴリラ
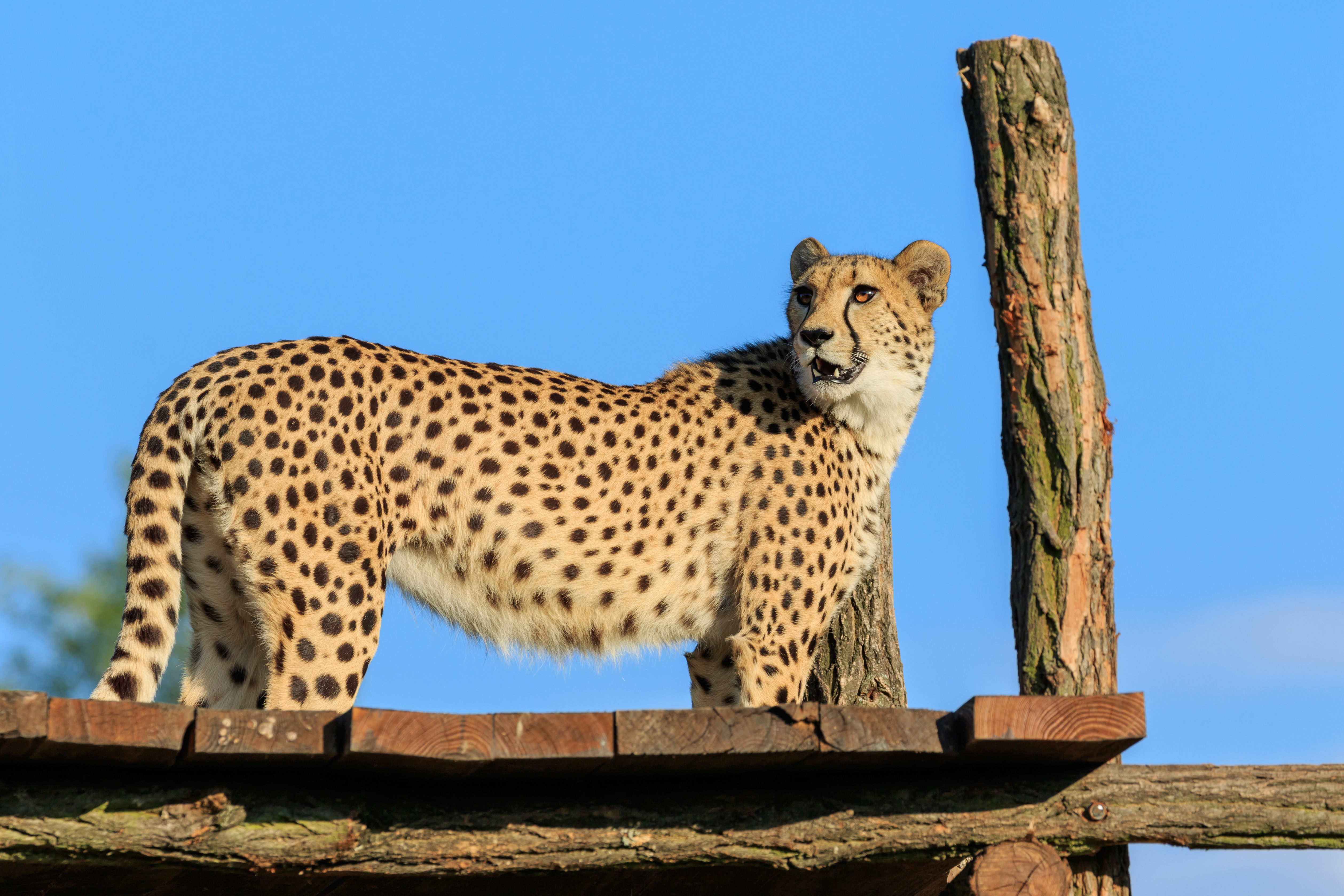
チーター
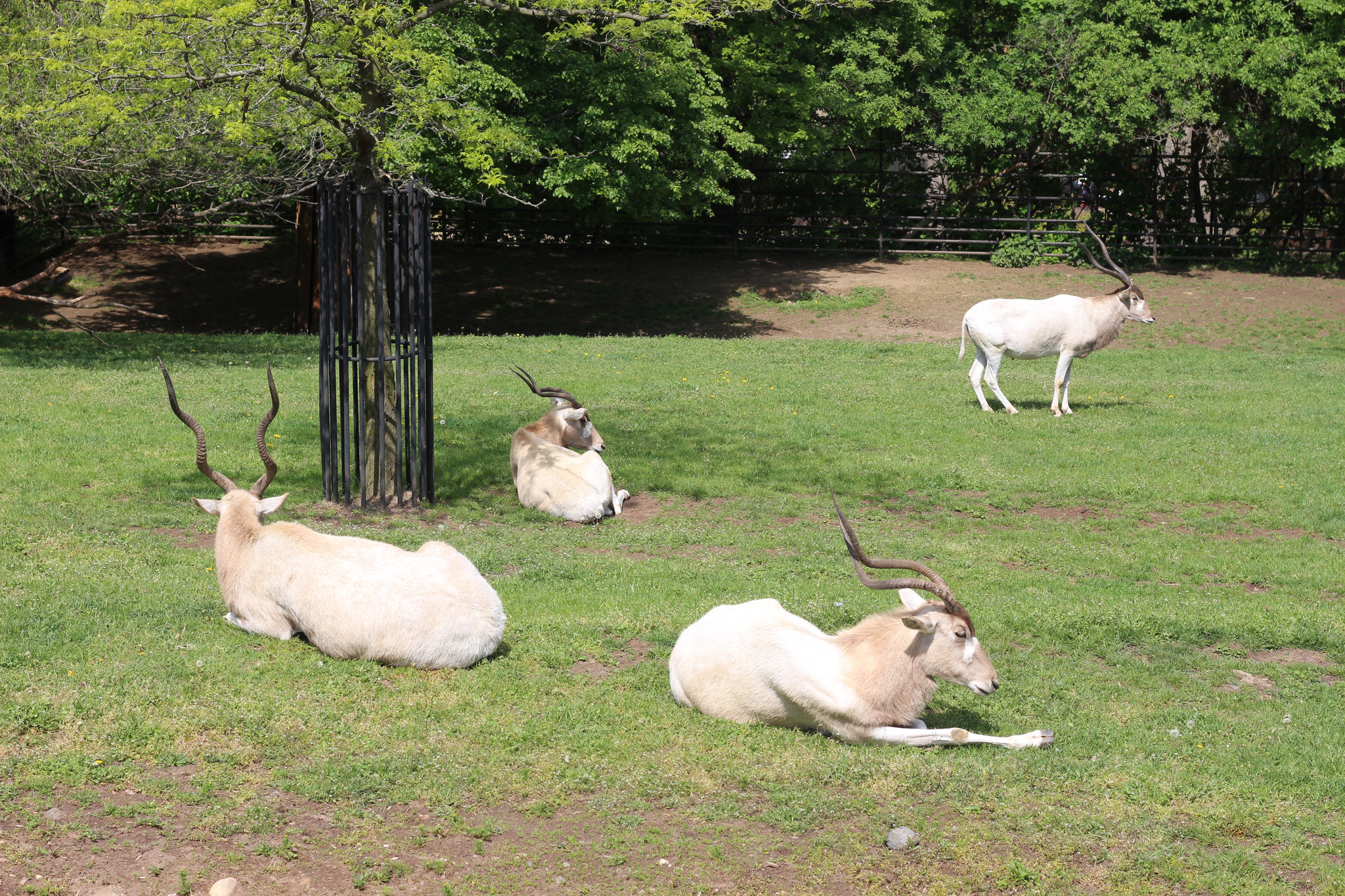
アダックス
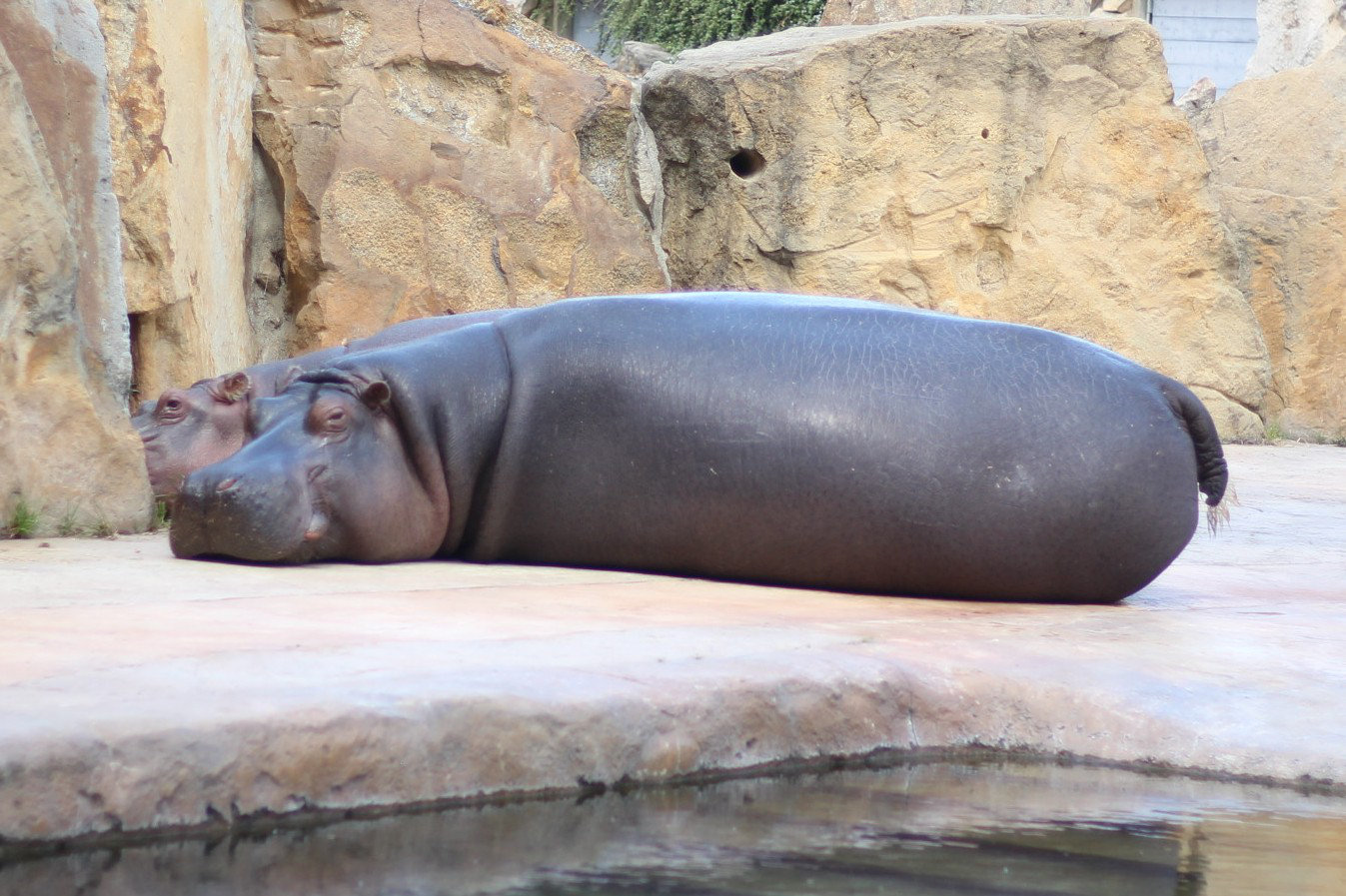
カバ
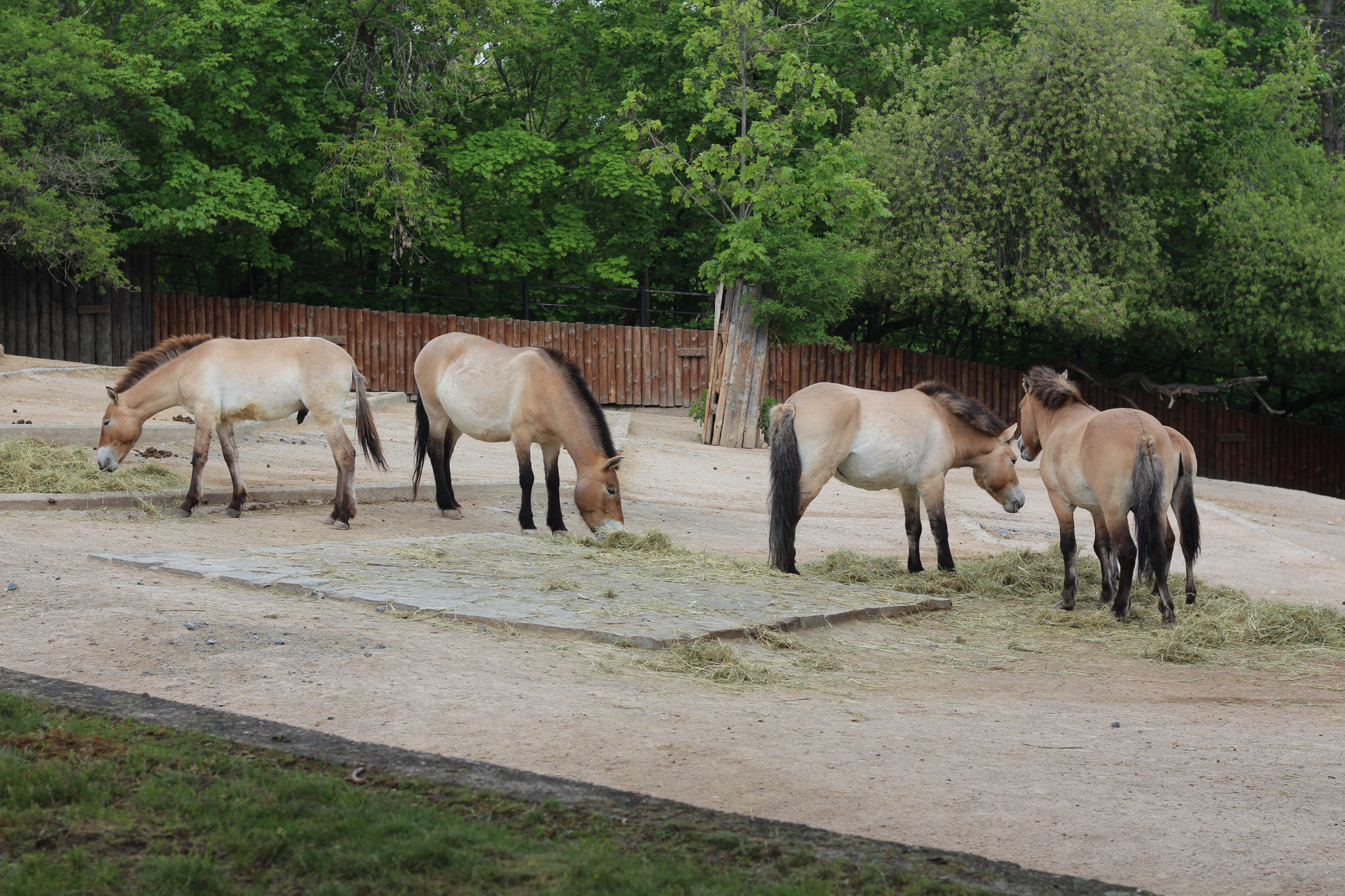
モウコノウマ
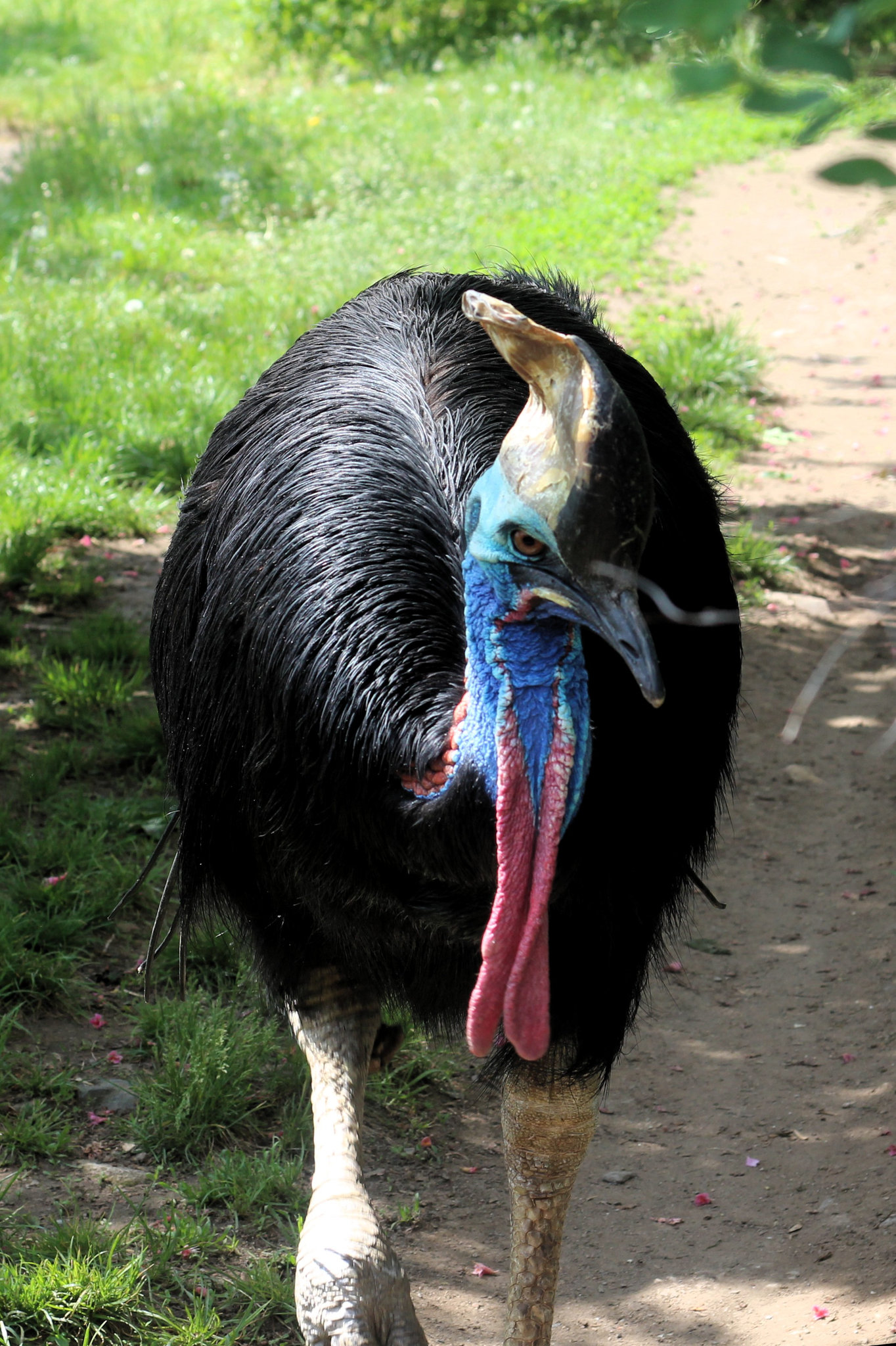
ヒクイドリ
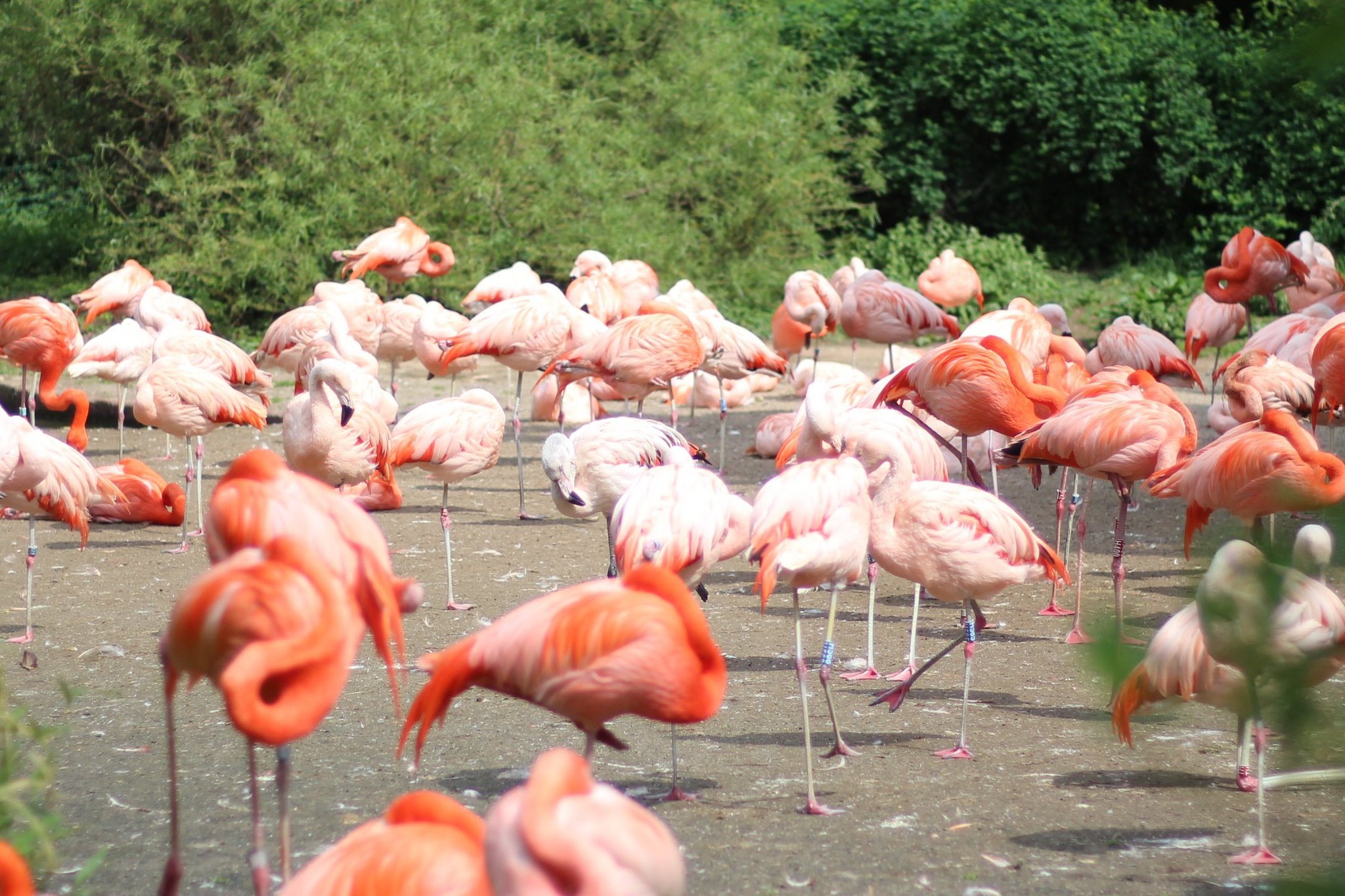
チリーフラミンゴ
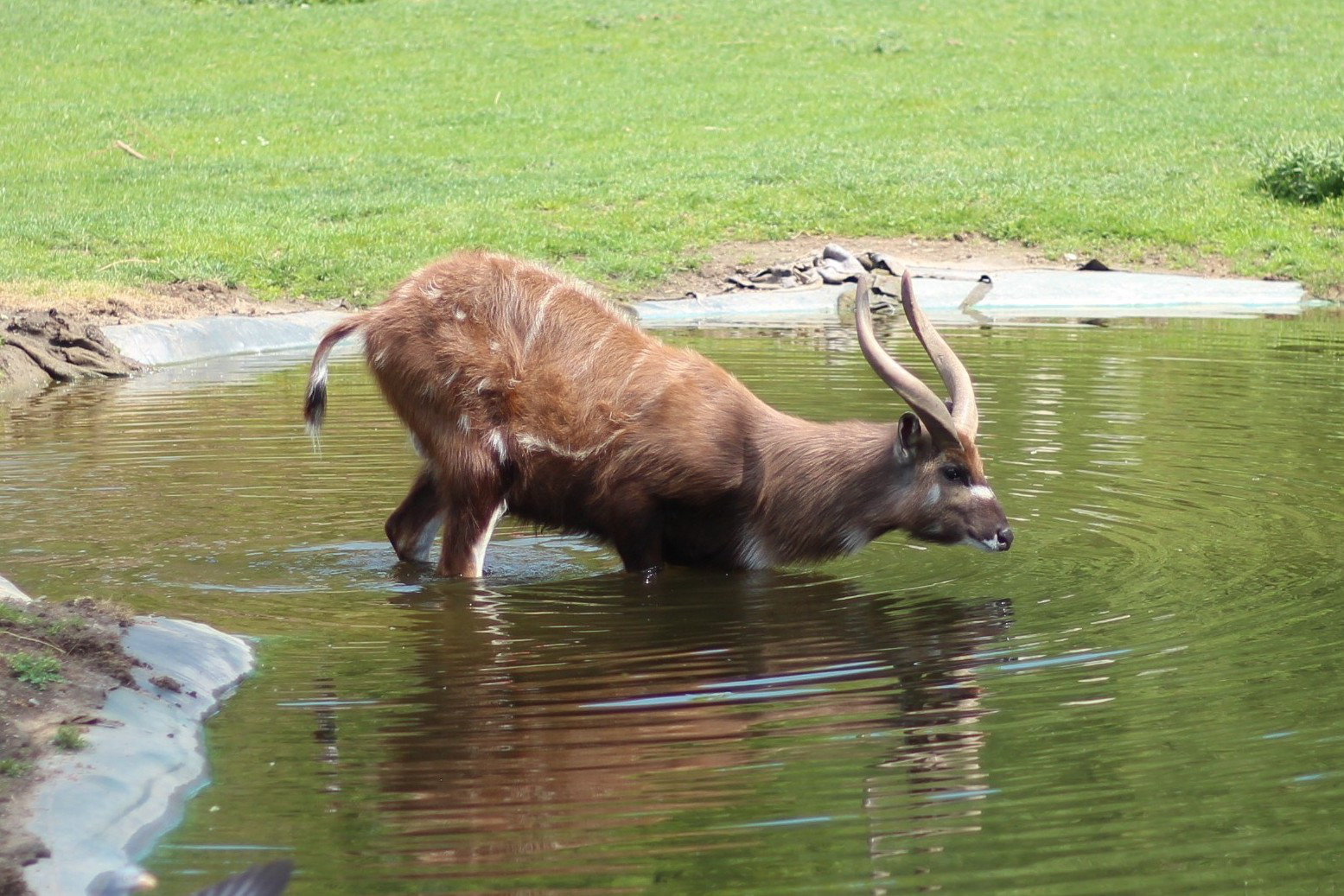
シタツンガ
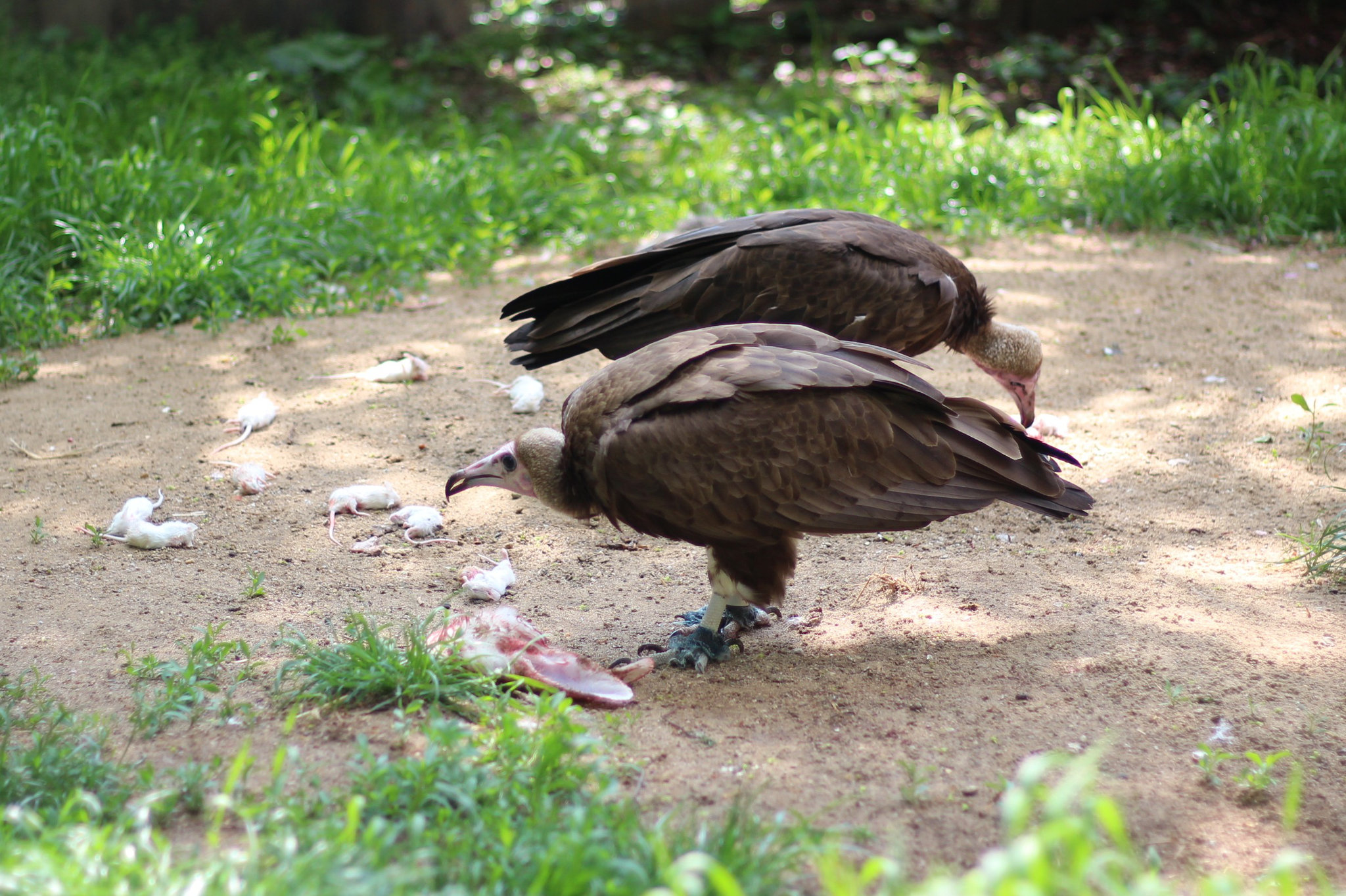
ズキンハゲワシ
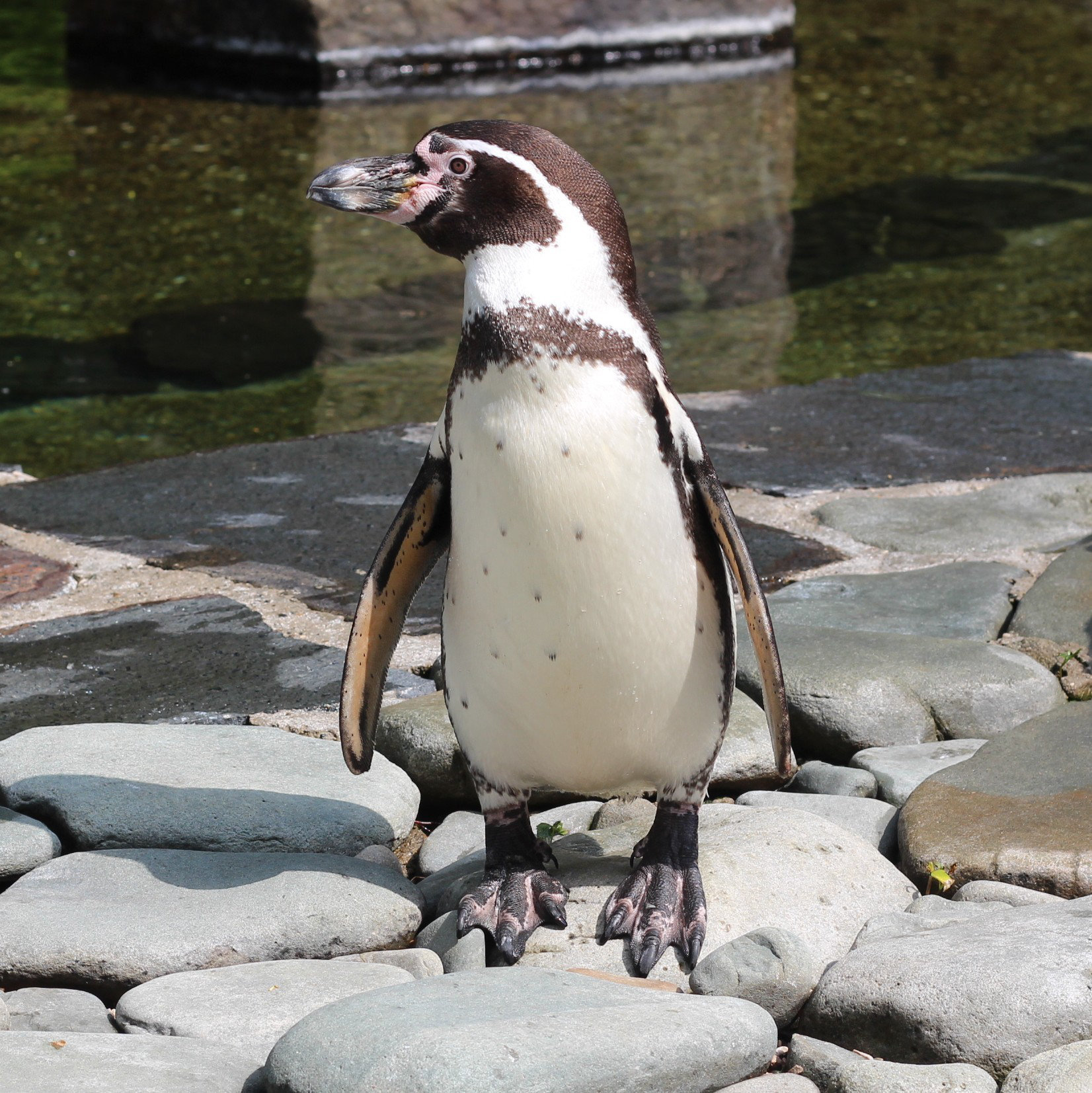
フンボルトペンギン
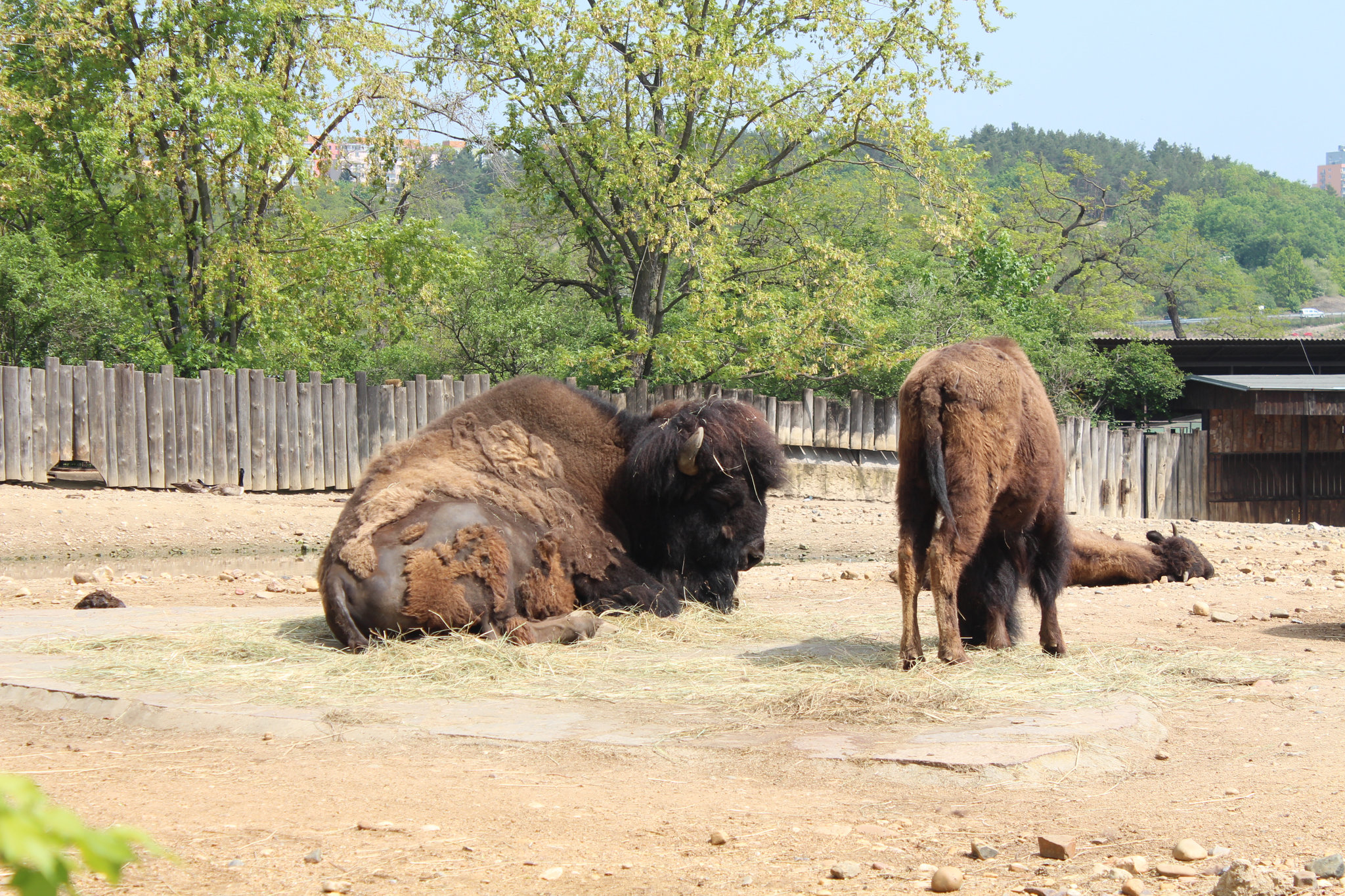
バイソン
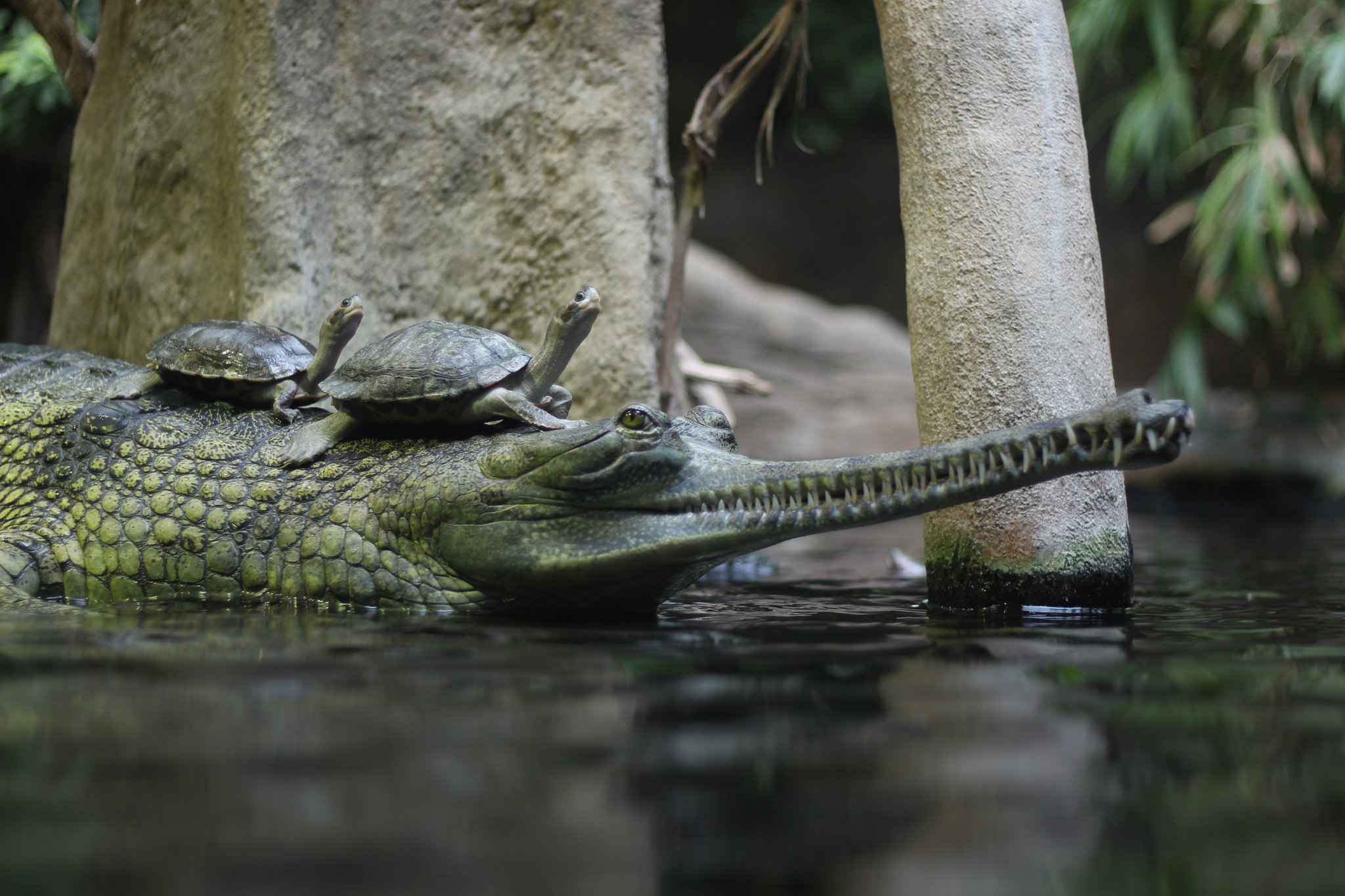
インドガビアル
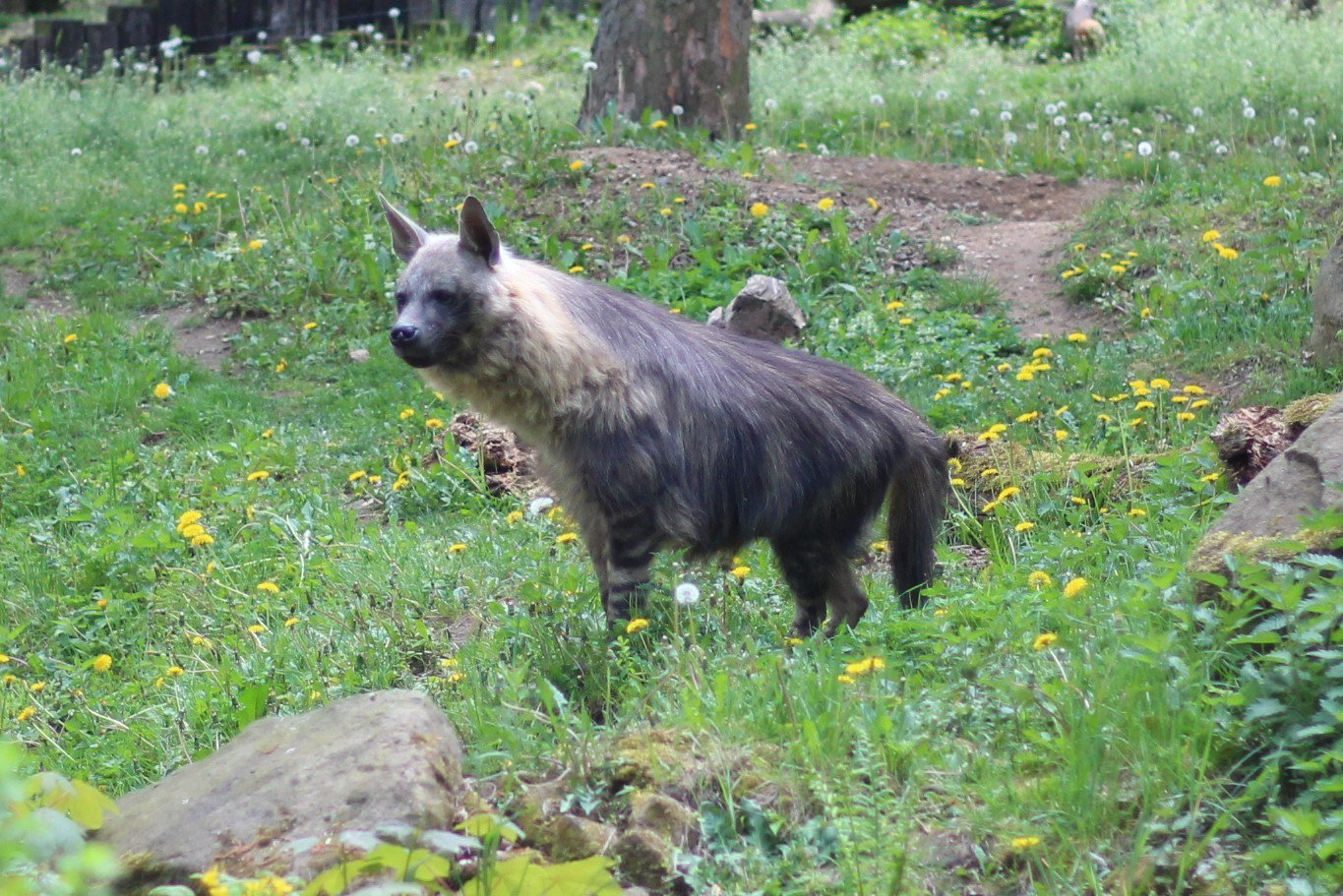
カッショクハイエナ
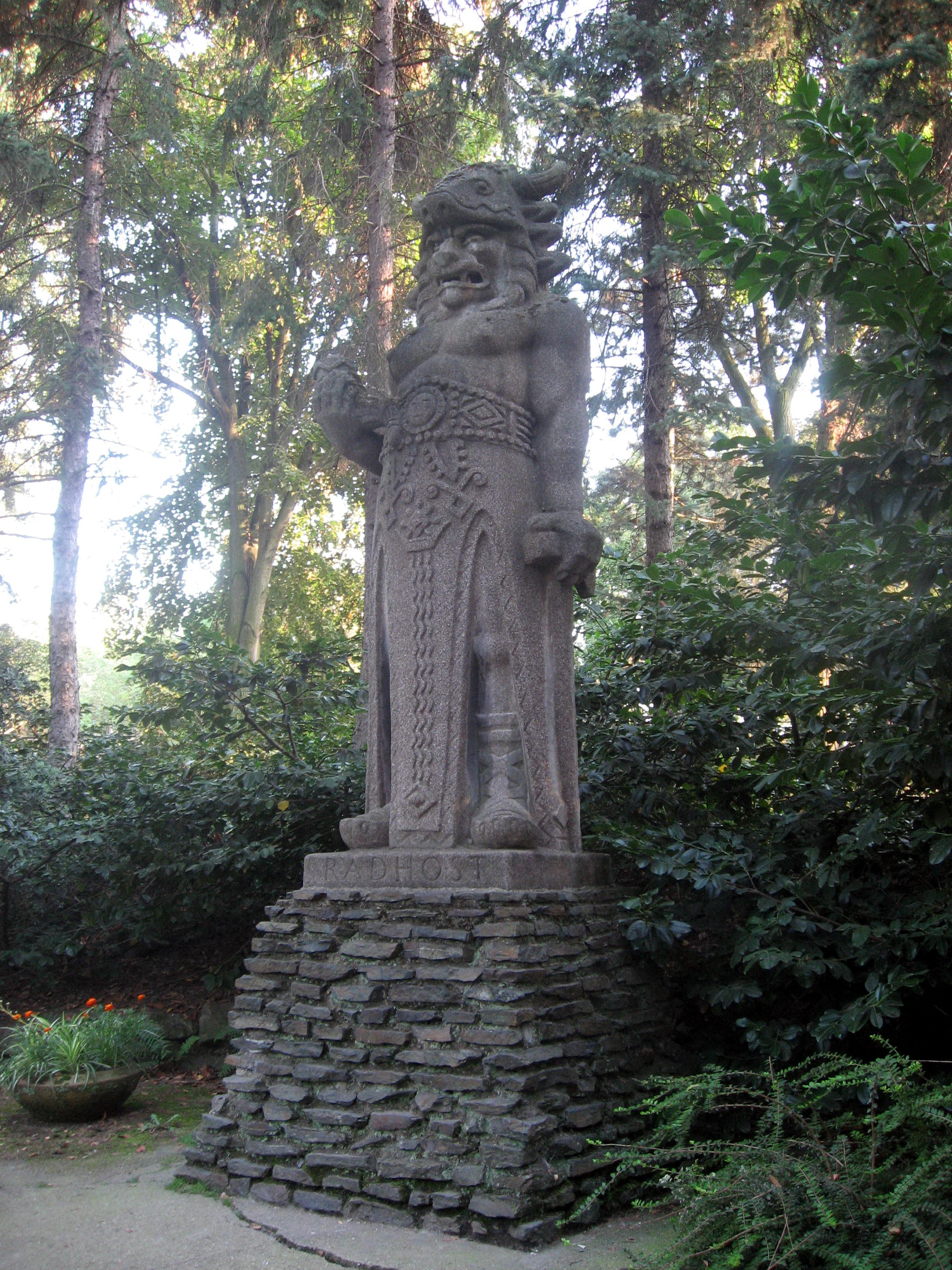
ラデガストの像
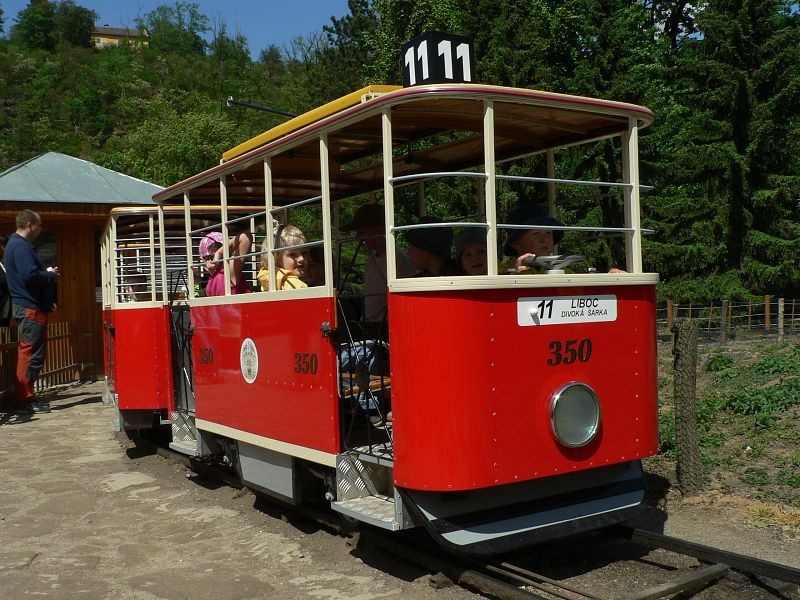
園内の小さな路面電車
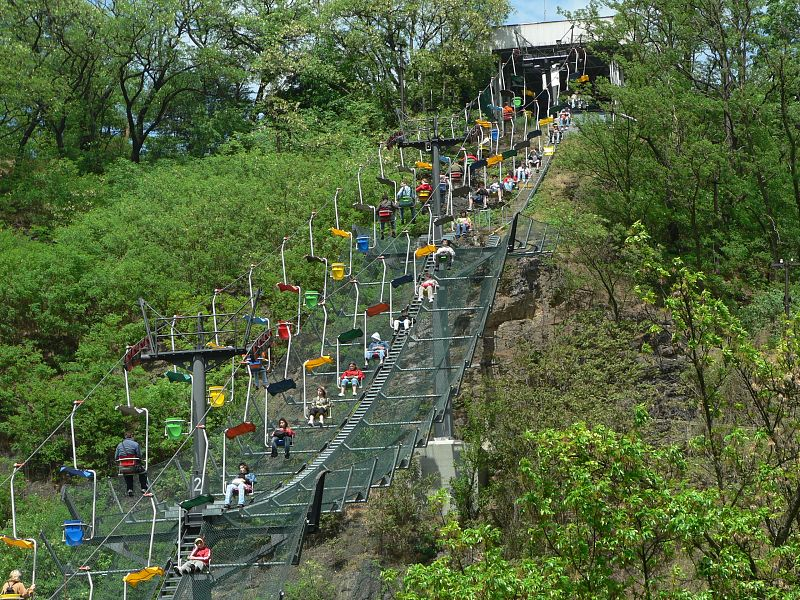
1977年にオープンしたチェアリフト
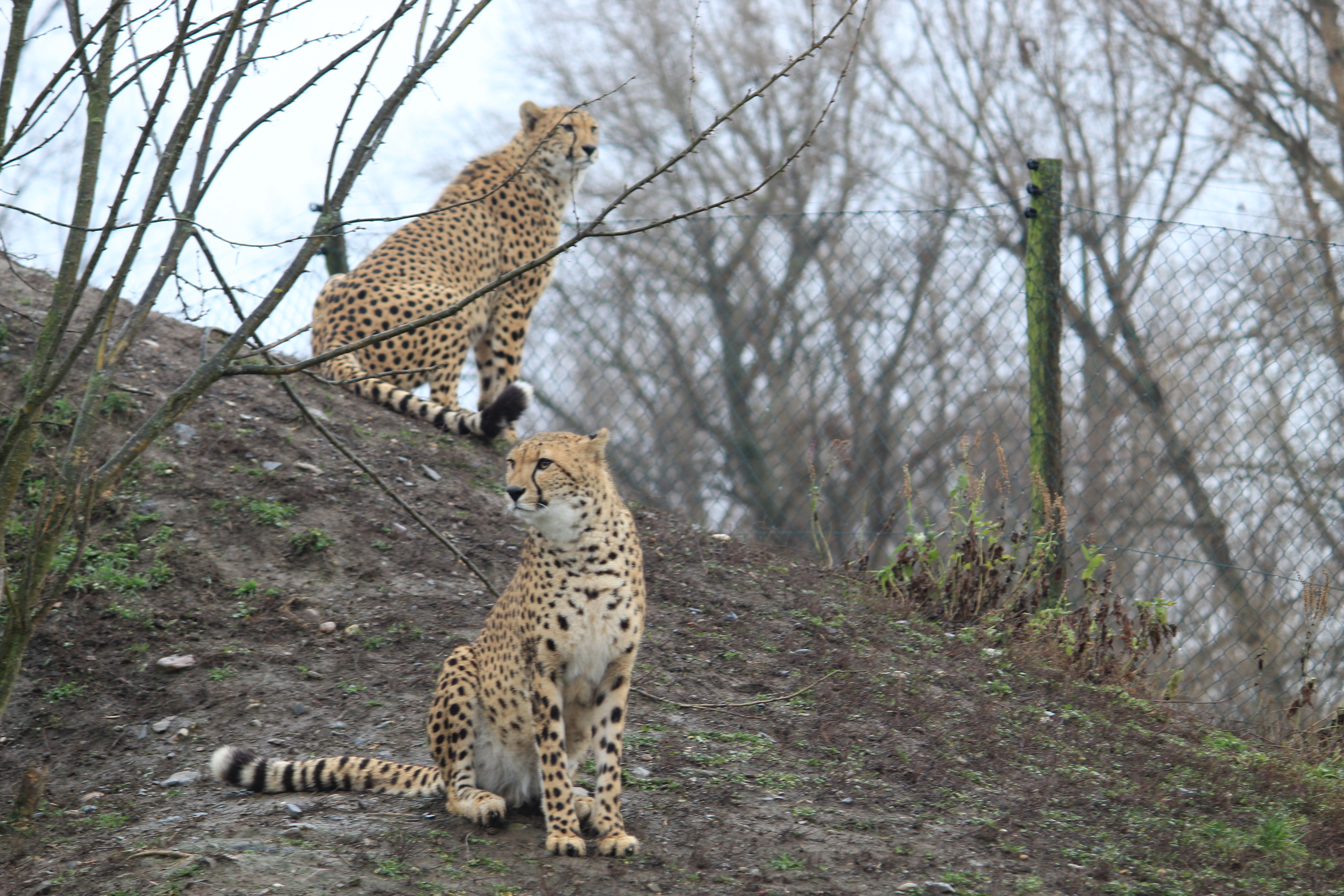
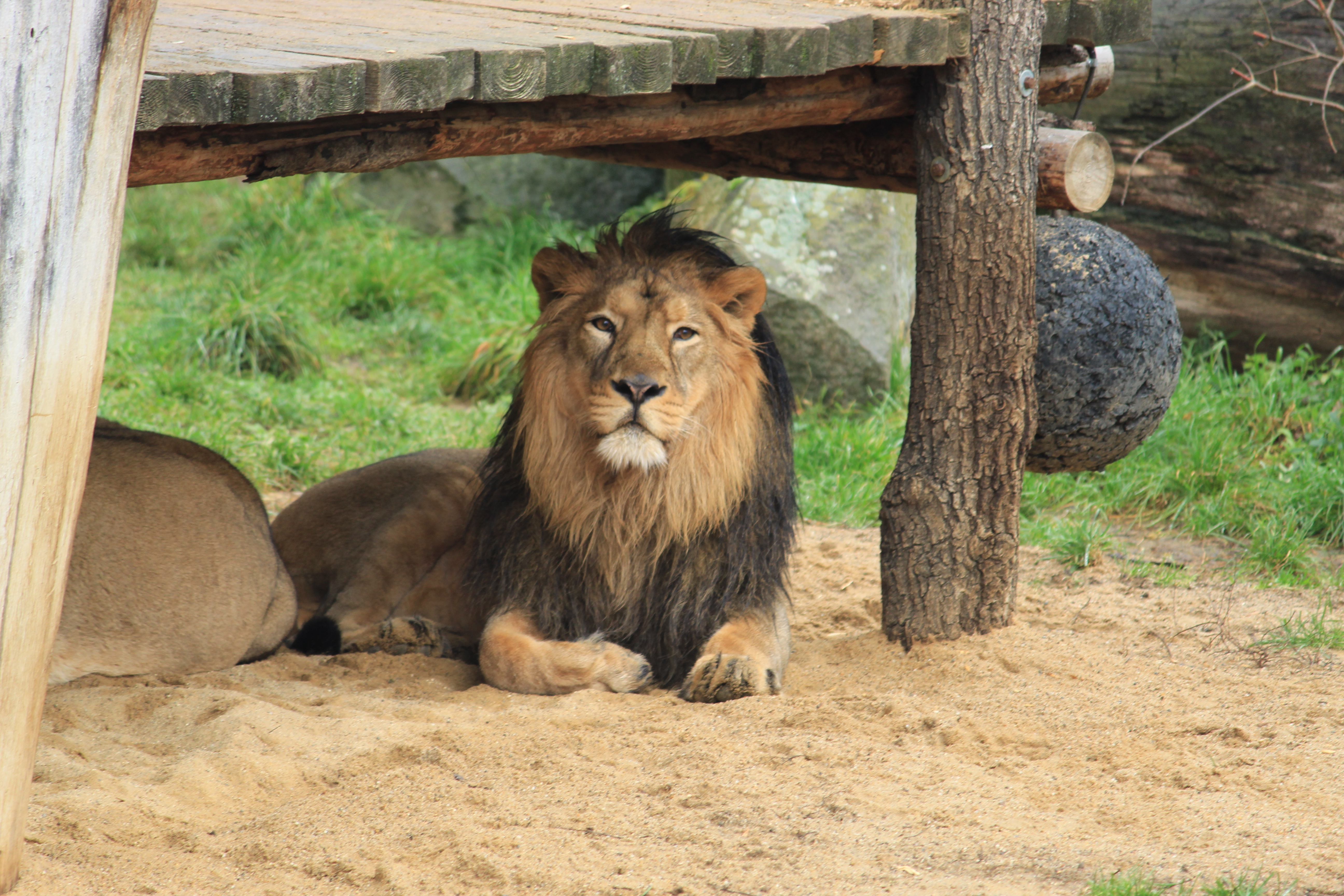
Lion
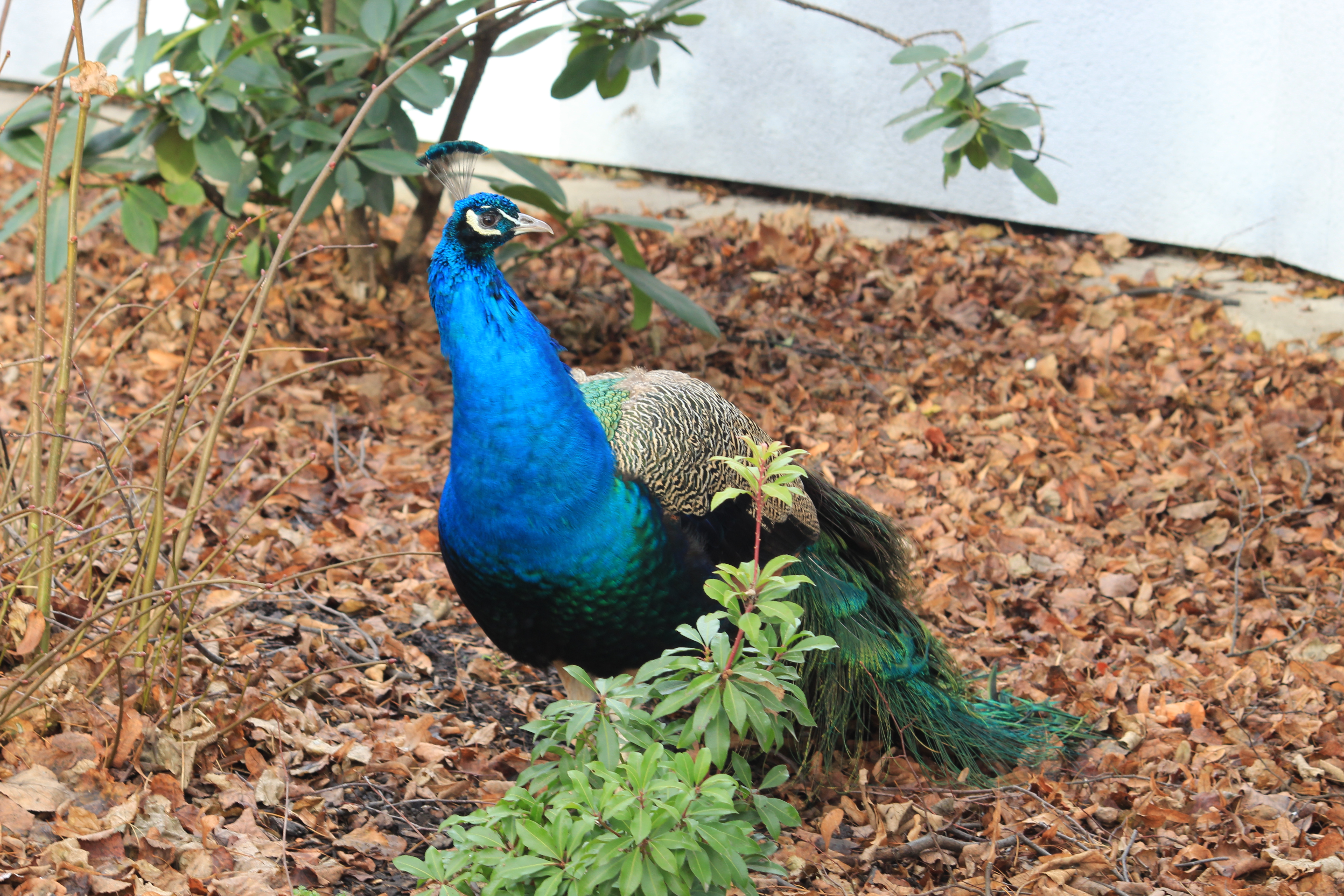
A Peacock
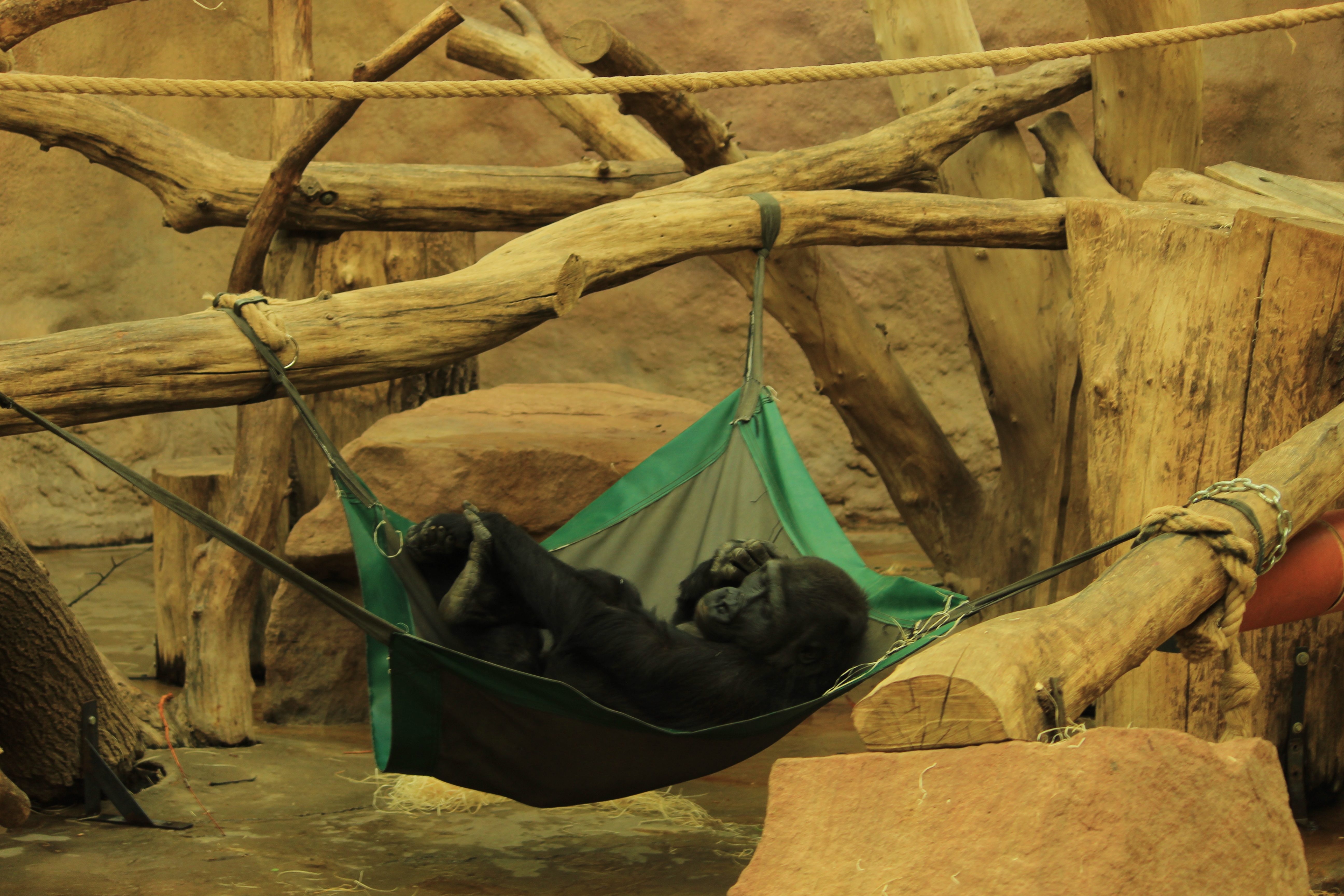

### 入場口
プラハ動物園の入場口には飼われていた動物の足形から作られたタイルがハリウッド・ウォーク・オブ・フェーム、グローマンズ・チャイニーズ・シアターのように舗装されている。

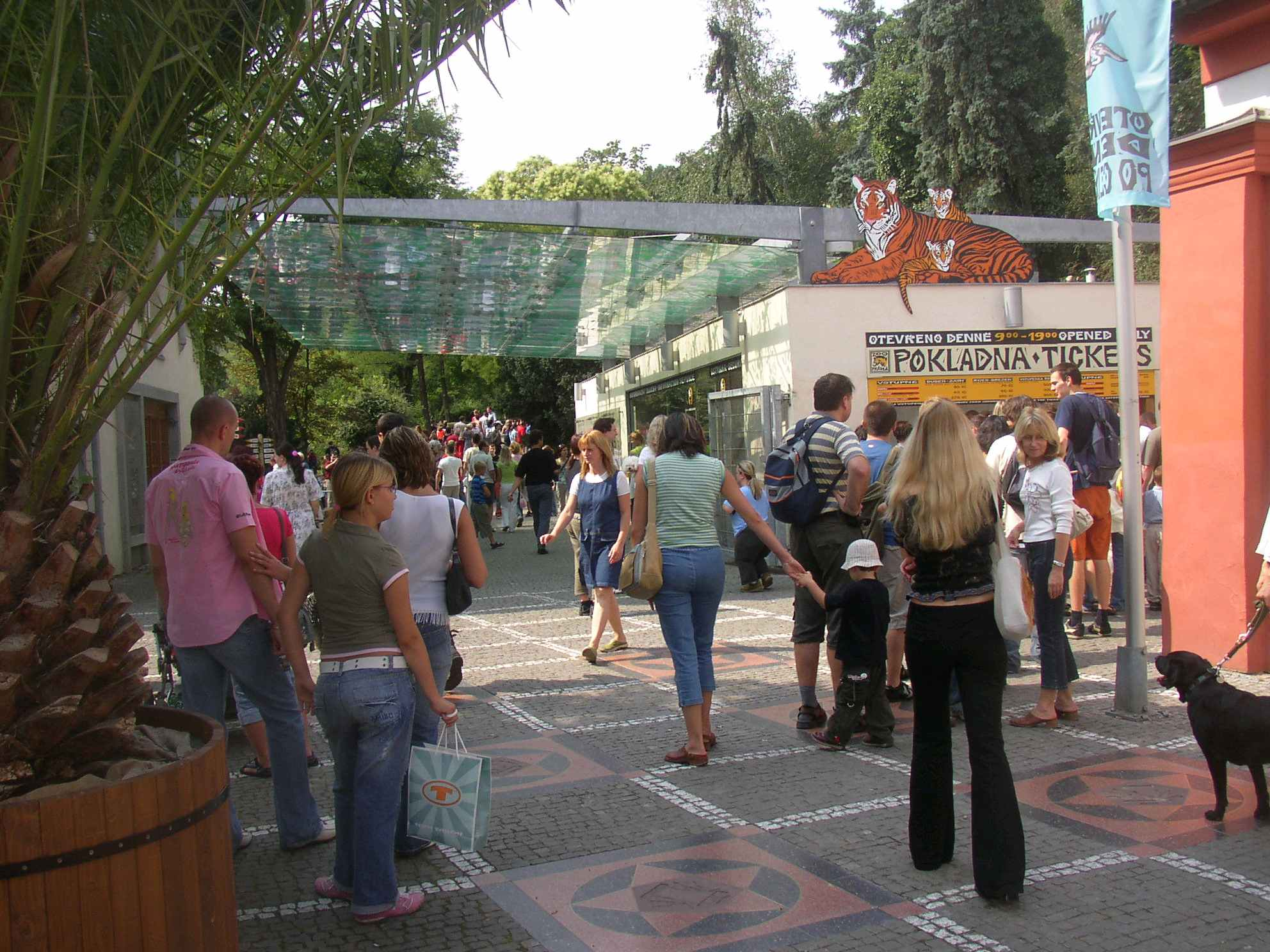
入場口
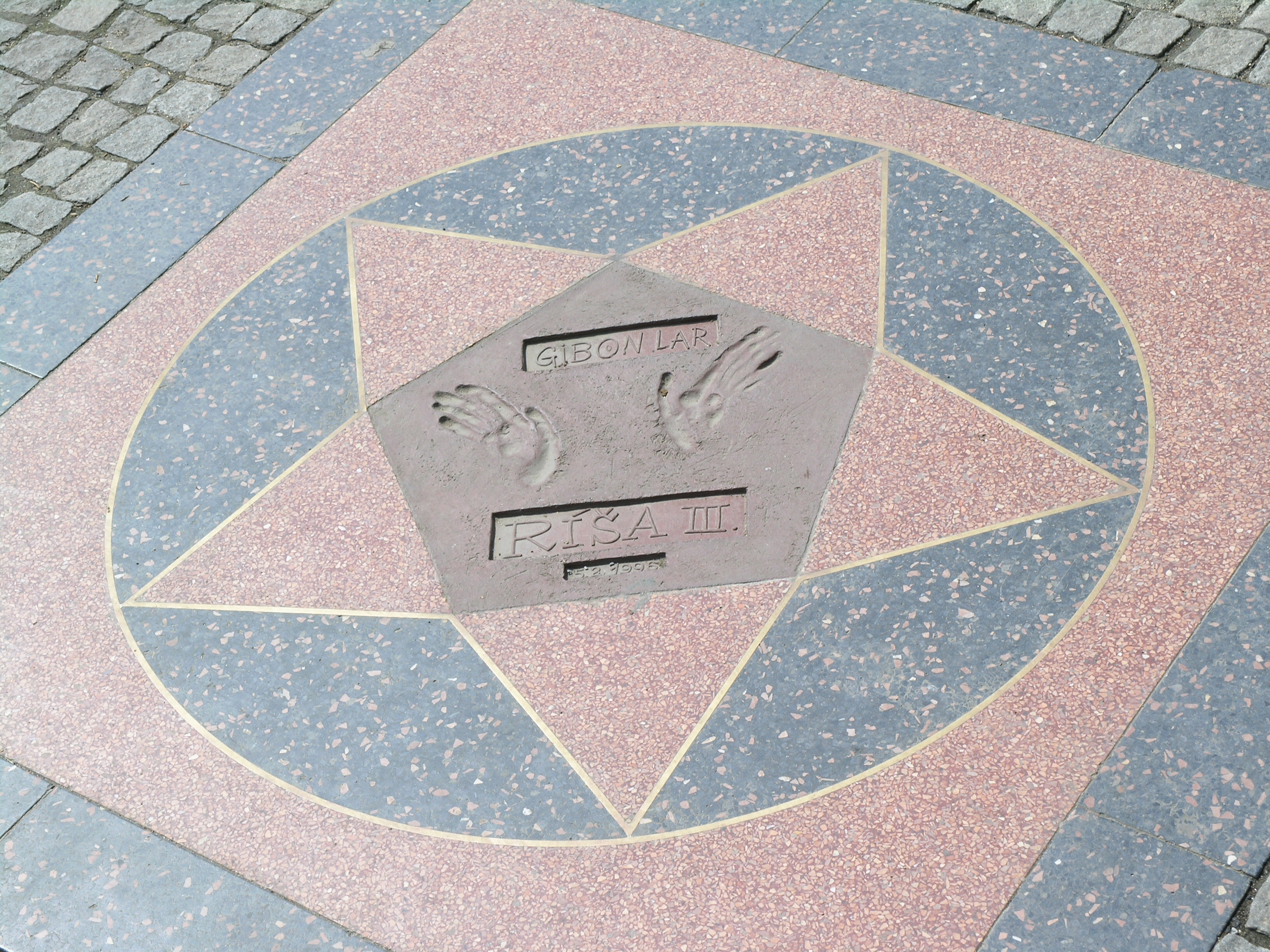
シロテテナガザルRISAⅢ
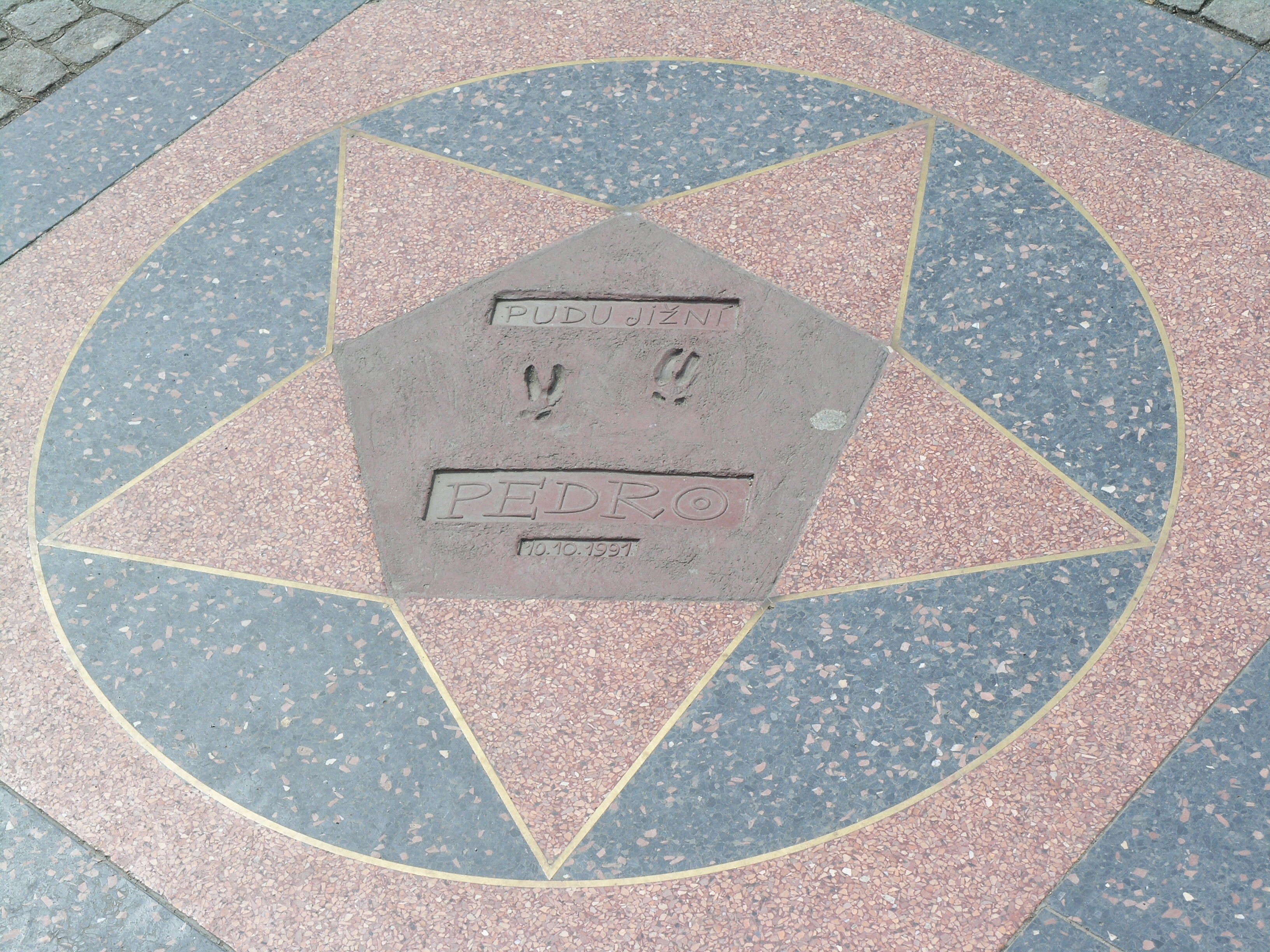
プーズーPEDRO
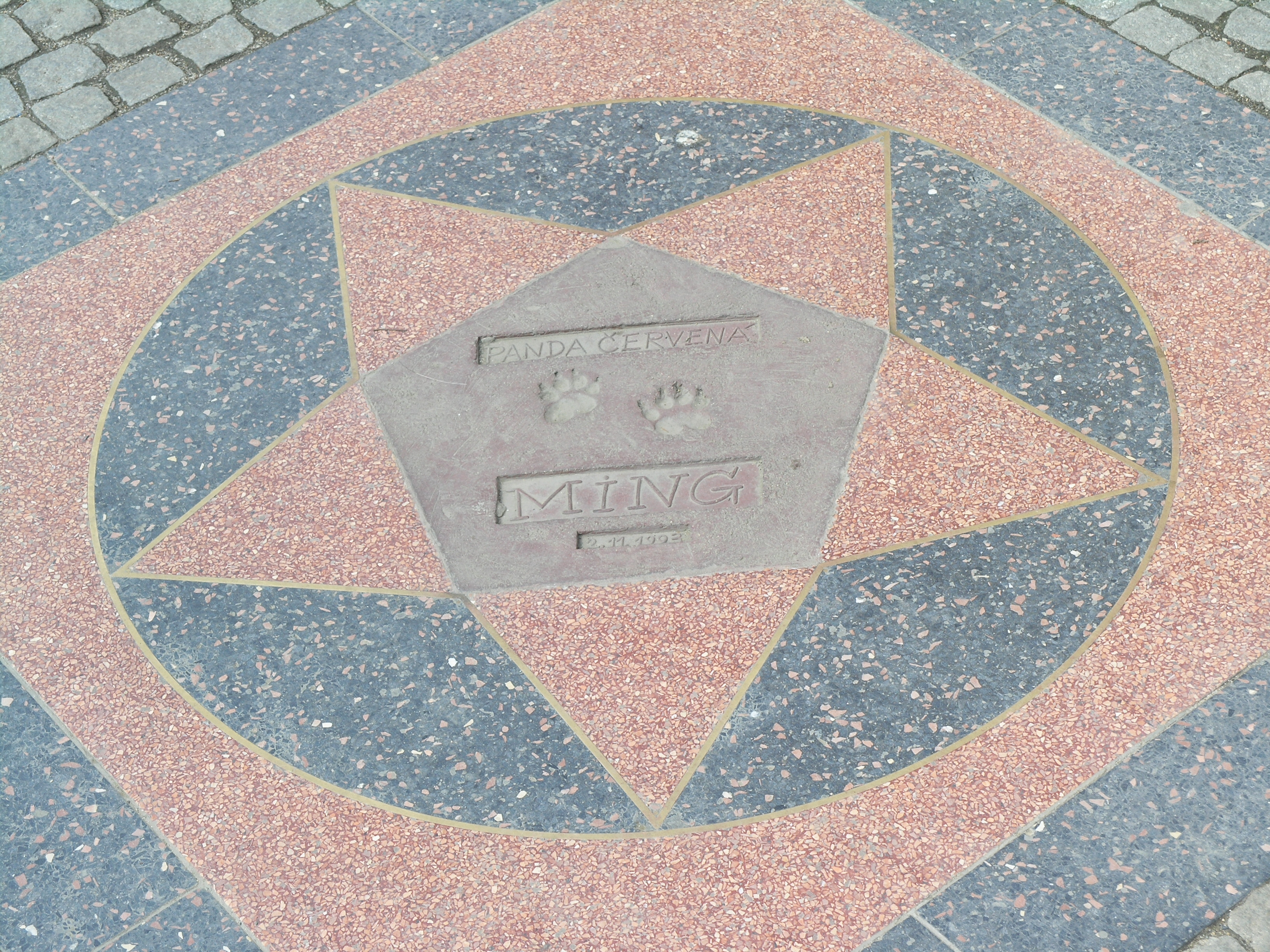
パンダMING